# 黎明寺
黎明寺，又称为郑王庙，正式名称是阿伦拉差瓦拉兰大御佛寺，位于泰国曼谷曼谷艾县，昭披耶河西岸，是吞武里王朝的御寺，现为泰国一等一级王家寺院。寺内主塔竣工于1851年，为曼谷地标。
黎明寺始建于大城王朝时期，吞武里王朝鄭昭王在寺旁兴建王宫，并且将该寺定为王家佛寺。扎克里王朝取代吞武里王朝之后，该寺一度荒废。拉玛二世在位时主持整修，并在拉玛三世在位时的1851年建成主塔。拉玛二世的遗骸安置于此。这里也是泰国供僧衣节期间水上銮驾布施仪式的必经之处。

## 名称
正式名称阿伦拉差瓦拉兰大御佛寺（วัดอรุณราชวราราม ราชวรมหาวิหาร），简称为阿伦寺（ ），“阿伦”取自婆羅門教的黎明之神阿噜那，是迦楼罗之兄。泰语又名破晓寺（ ），是鄭昭赐名，在泰语中可解作黎明、破晓之义。
中文通称黎明寺、郑王庙。

## 历史

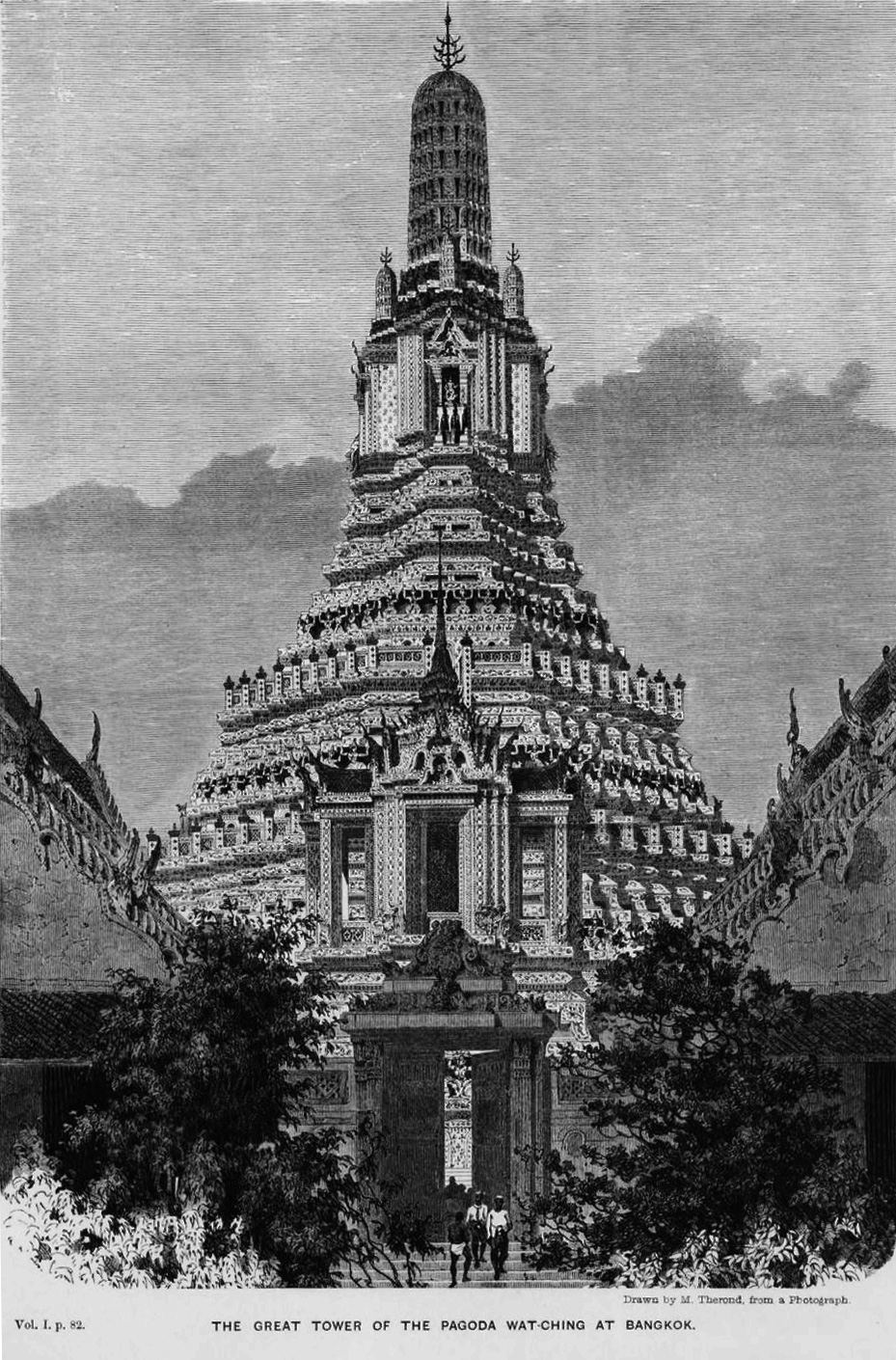
1858年的黎明寺佛塔，法国探险家亨利·穆奥在其游记中盛赞黎明寺是曼谷最美的佛寺

黎明寺始建于大城王朝时期，在那莱王即位之前就已存在:4，原名是邦玛戈寺:1，后世又有略称为玛戈寺（วัดมะกอก）、外玛戈寺（วัดมะกอกนอก）:1。“邦玛戈”意思是“河边生长槟榔青的地方”，是为当地村镇的名字。那莱王在位时，可在当时出版的法国地图中找到“Wat Makok”即玛戈寺的标记:2–3。

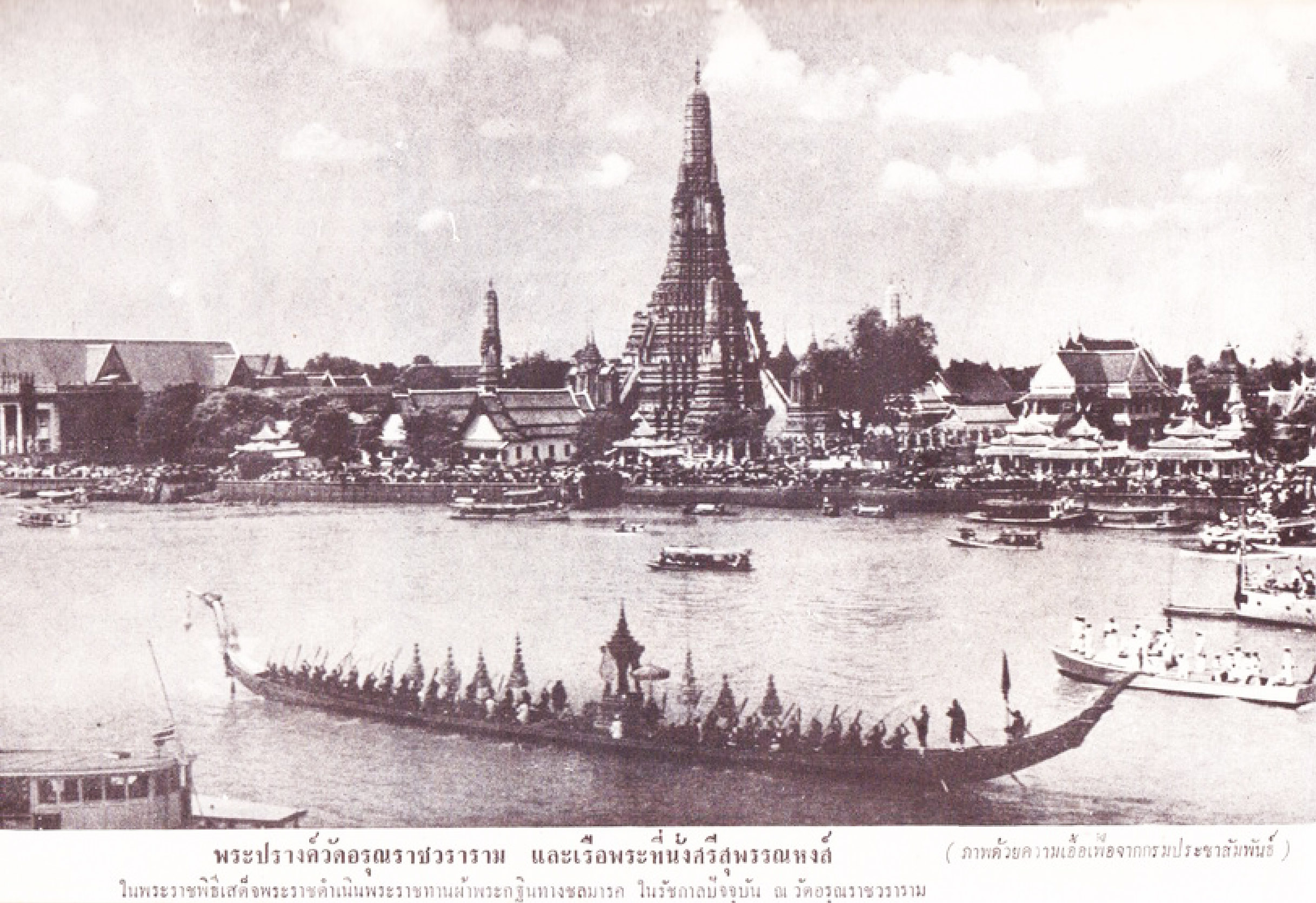
1967年水上銮驾布施仪式期间，御舟经过黎明寺

1767年，鄭昭建立吞武里王国，在昭披耶河西岸建都吞武里。相传郑昭王由水道前往吞武里，在黎明时分到访玛戈寺，膜拜了寺内16米高的舍利塔，并在菩提树旁过夜。後郑昭下令修复玛戈寺，赐名破晓寺，定为御寺:2，在旁修建王宫，并在1779年将暹罗国宝玉佛从万象移至寺内供奉:8。重修后的破晓寺继承了大城王朝晚期的建筑风格，那里沙拉亲王记载是由大城的御匠设计。
1782年，通銮将军夺权即位，称拉玛一世，建立扎克里王朝，迁都至昭披耶河东岸的拉达那哥欣岛，并在对岸修建新御寺。1785年，玉佛移至新御寺玉佛寺供奉。1809年，拉玛二世即位，随后主持重修该寺，赐名为阿伦拉差他兰寺（วัดอรุณราชธาราม），“阿伦”即婆罗门教的黎明之神阿噜那。拉玛二世亲手雕刻了戒堂佛像的面庞。拉玛二世还计划修建一座70米高的佛塔。
佛塔在1842年（拉玛三世在位时）动工，耗时九年，于1851年竣工。拉玛四世在位时再度修缮，在戒堂前后正门兴修门廊，前门廊下供奉代表拉玛二世的拍佛陀那勒密佛像（พระพุทธนฤมิตร）。他还下令在戒堂围廊立柱、精舍及佛塔塔身用中式嵌瓷工艺装饰出繁复的花草图案。修缮完工后，拉玛四世赐名阿伦拉差瓦拉兰寺，并下令将拉玛二世的遗骨埋在戒堂佛像下，为佛像赐名拍佛陀探密沙拉洛他迪洛佛像（พระพุทธธรรมมิศราชโลกธาตุดิลก）:20-22。此外，他将万象供奉的拍阿伦佛（พระอรุณ，与阿伦寺同名）移入精舍供奉，置于精舍主佛像前:22-23。
黎明寺随后又经历两次大的修缮，分别是在拉玛五世朱拉隆功在位时（1868年—1910年），及拉玛九世普密蓬·阿杜德在位时的1980年，曼谷建城200周年之前:23。2013年至2017年开展主塔修缮工程，破损的瓷片得到替换，重新粉刷灰泥，覆盖掉前几次修缮时涂抹的水泥。修缮后的主塔焕然一新，但亦招致舆论批评称修缮工程损害了原本的艺术价值，泰国艺术厅则辩称这是为了复原佛塔的原貌。2023年6月，泰國藝術廳勘察發現主塔有略微下沉，周圍四座副塔有所傾斜，爲此制定了修復計劃並定期檢查。

## 建筑

### 普朗塔

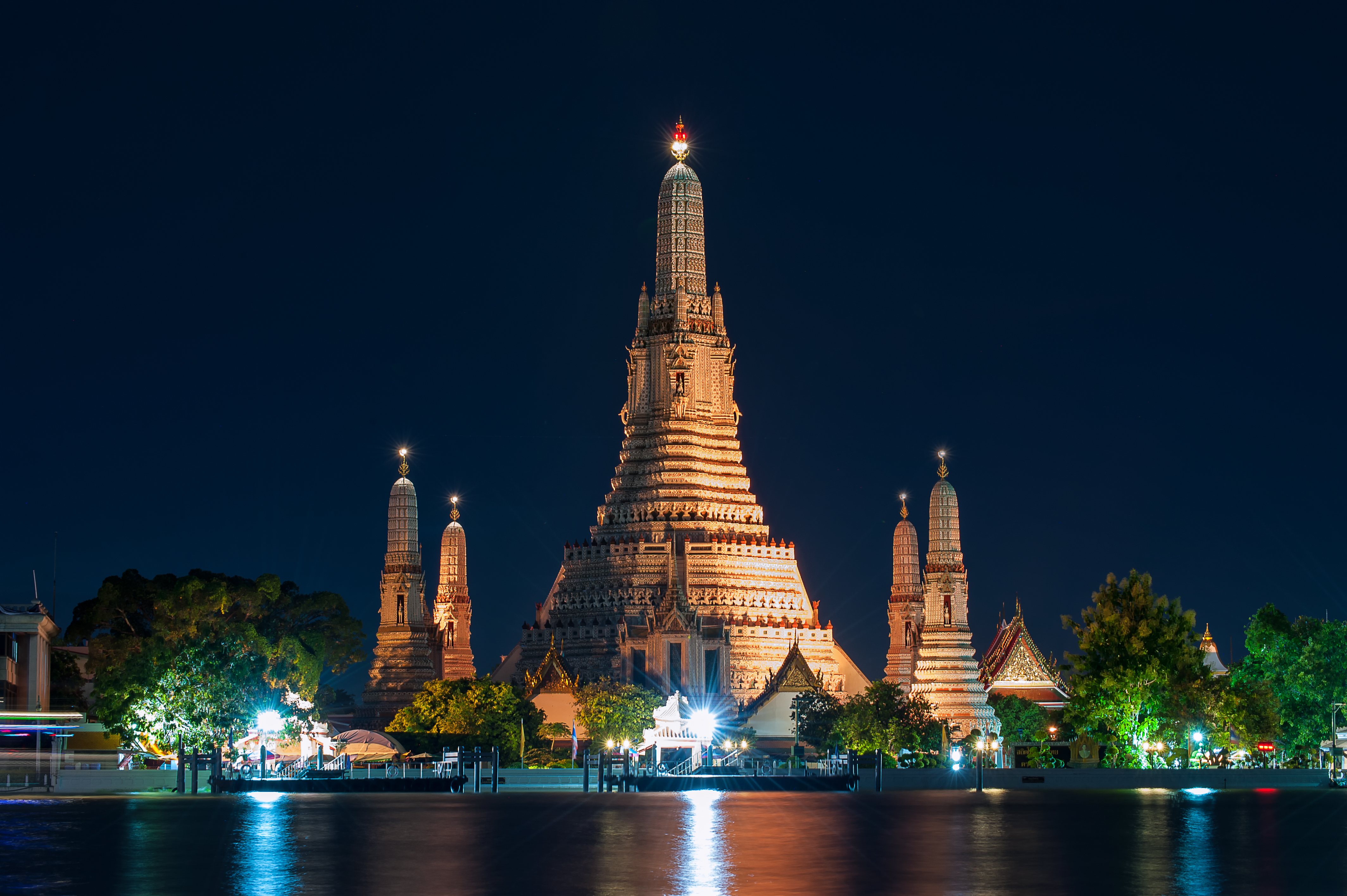
夜间自昭披耶河对岸望向黎明寺主塔

黎明寺的主塔称为圣普朗塔（พระปราง），高度说法不一，一说66或67米，另一说80至86米。普朗塔形制为暹罗晚近风格，平滑修长，大体呈十字形平面，并有富于层次感的缺角轮廓。
主塔修有四道阶梯，阶梯入口有中式石像门神和十二生肖把守，塔基有中式草木画。塔身各级台基有四组呈托举姿态的力士神像，且由下至上，神像的等级逐渐升高，分别是夜叉；神猴、紧那罗；天神；最终是毗湿奴和迦楼罗。塔身设四面壁龛，供奉因陀罗，身骑三头战象爱罗婆多。壁龛外围有双层山花及壁柱、过梁结构。塔顶轮廓似子弹，弧度柔和折角轮廓似花瓣，底部和塔身四个壁龛相接处各一个同比例缩小的小塔顶。塔尖安插着一组七叉金戟（นภศูล）。塔尖上有王冠，原本是爲南農寺佛像鑄造的，拉瑪三世下令將之置於塔尖。
四角各有陪塔一座，形制相似，呈斜十字形环绕主塔，塔身壁龛供奉风神伐由（พระพาย），骑白马；塔基壁龛有紧那罗像。主塔塔基的四道阶梯入口前有四座蒙多式供坛。
如此布局在佛教宇宙观里有象征寓意。陪塔和主塔以“梅花状”布局，源自古印度寺庙布局，主塔象征宇宙中心的须弥山，陪塔象征四岳或四大部洲；主塔和四座泰式供坛形成曼荼罗图示的十字布局，供坛对应护世四天王或四大洋。主塔分三层，对应三界，即最底层对应欲界天，第二层对应色界天，第三层对应无色界天。
整个主塔都铺贴有繁复的嵌瓷和螺壳花草图案，嵌瓷所用的瓷片多达上百万件，最早都是来自中国。

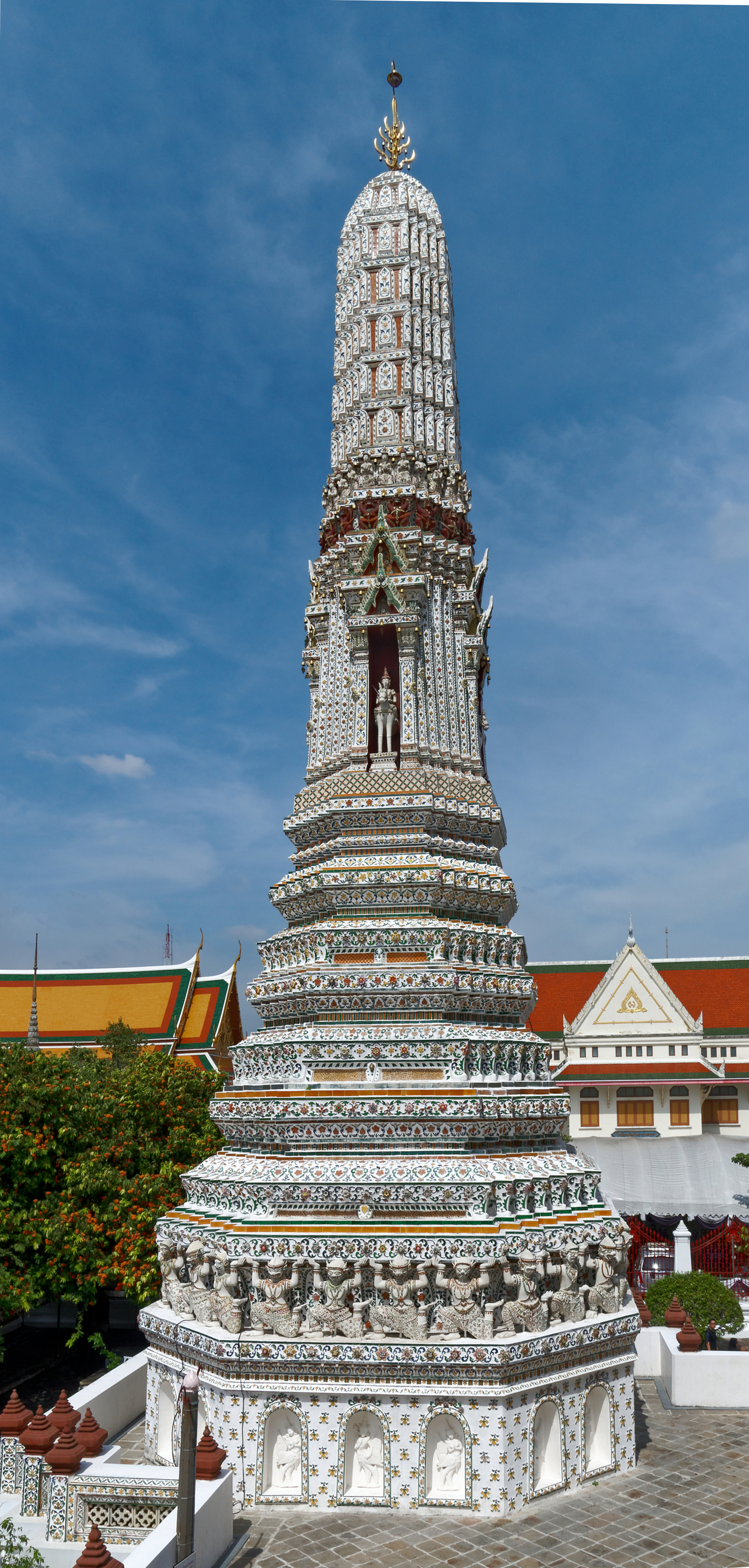
陪塔，壁龛有风神伐由像
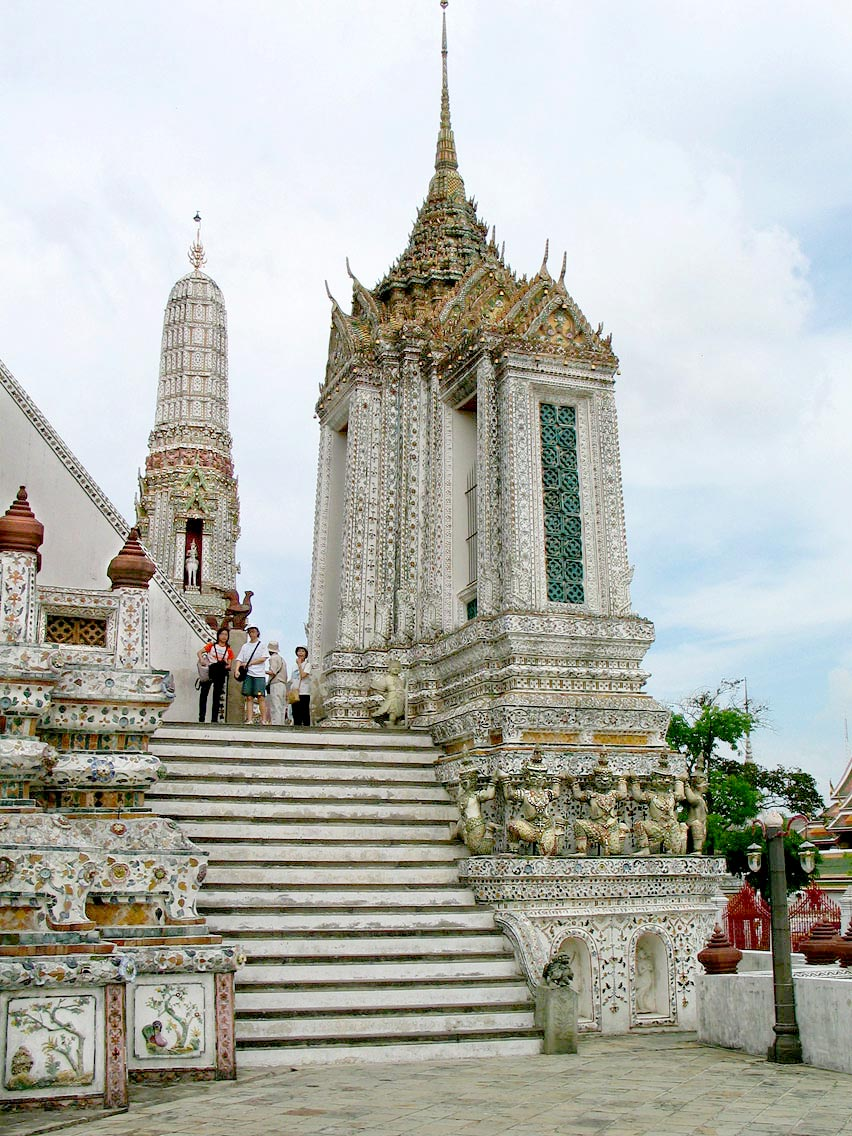
供坛
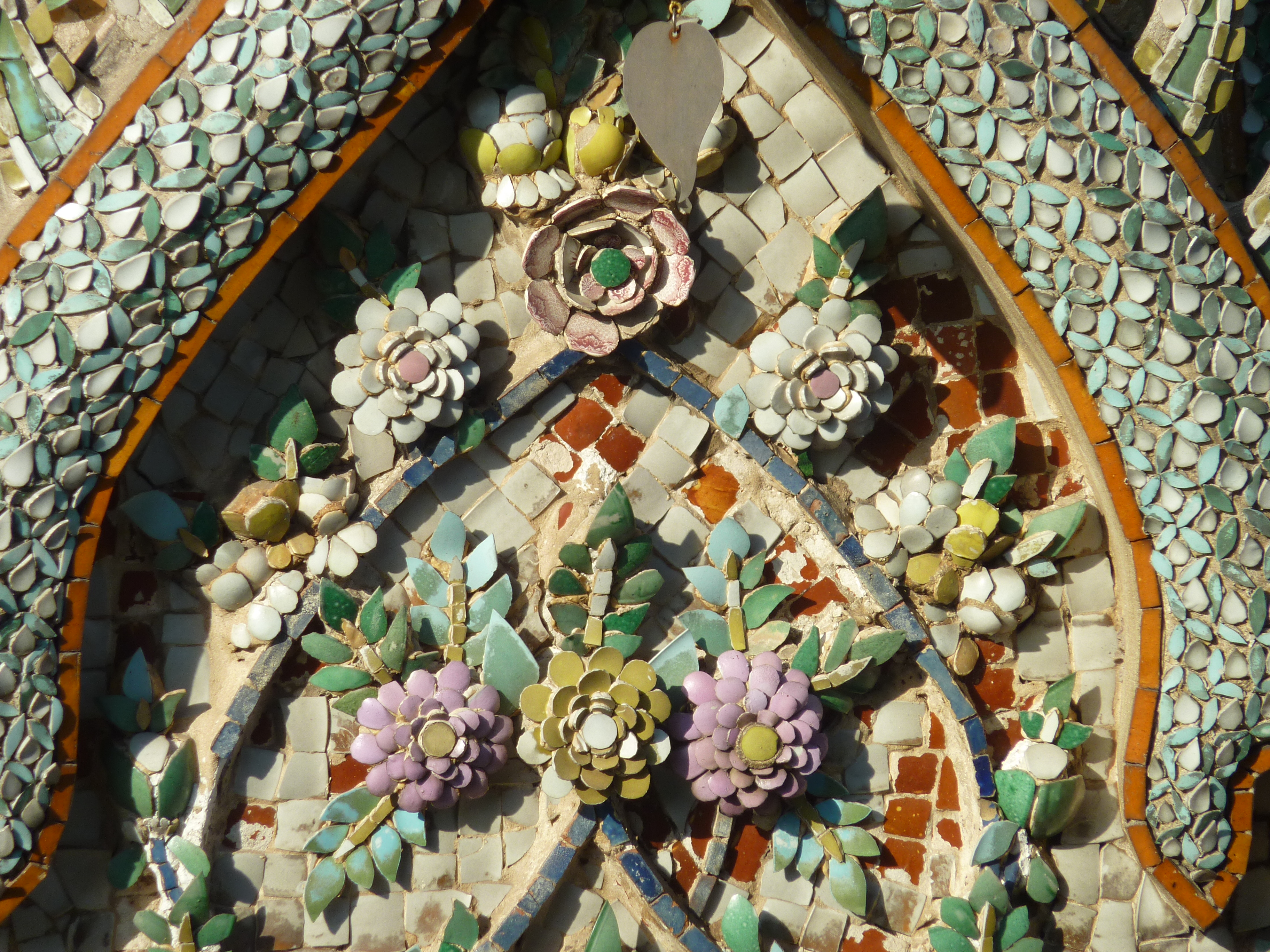
主塔上铺贴有繁复的嵌瓷图案
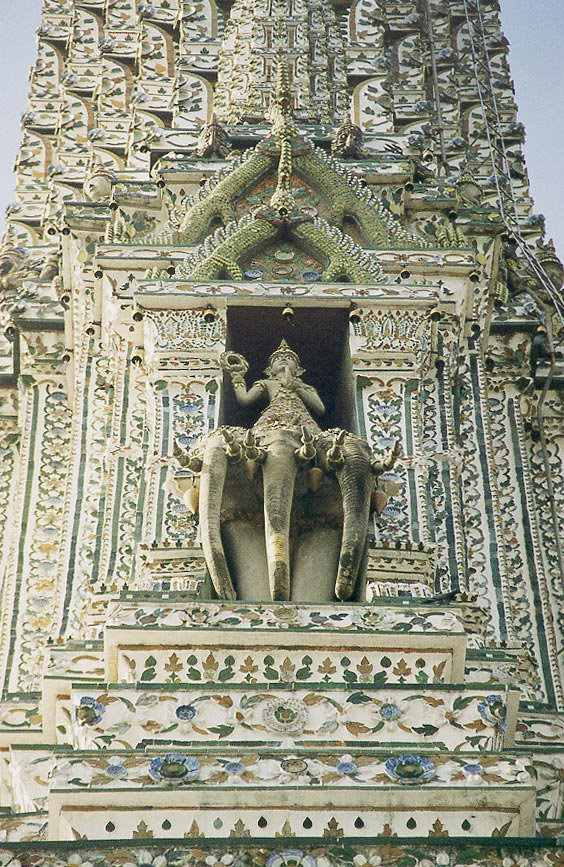
主塔壁龛，有因陀罗像，身骑三头战象爱罗婆多
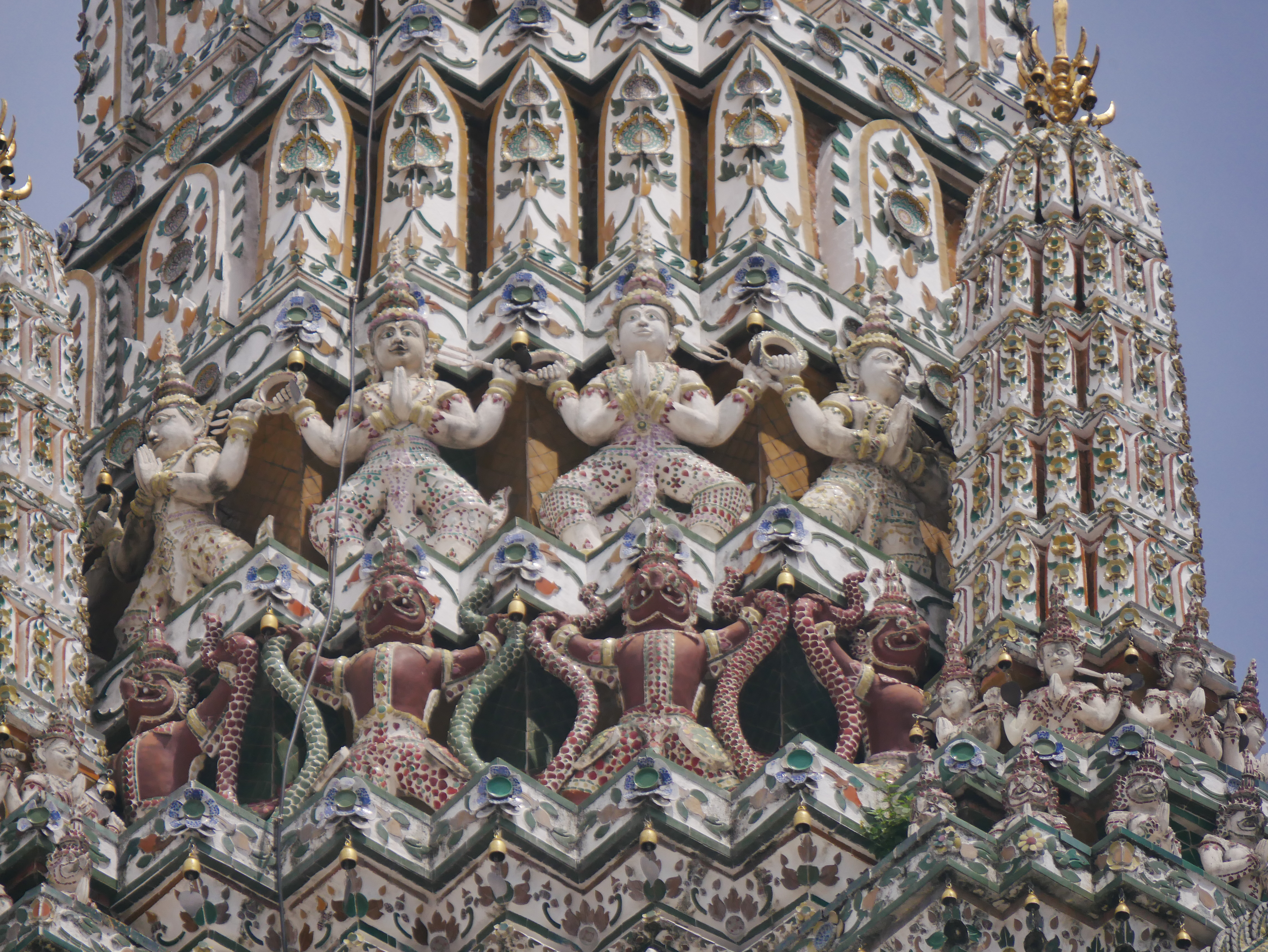
顶层呈托举姿态的毗湿奴和迦楼罗像
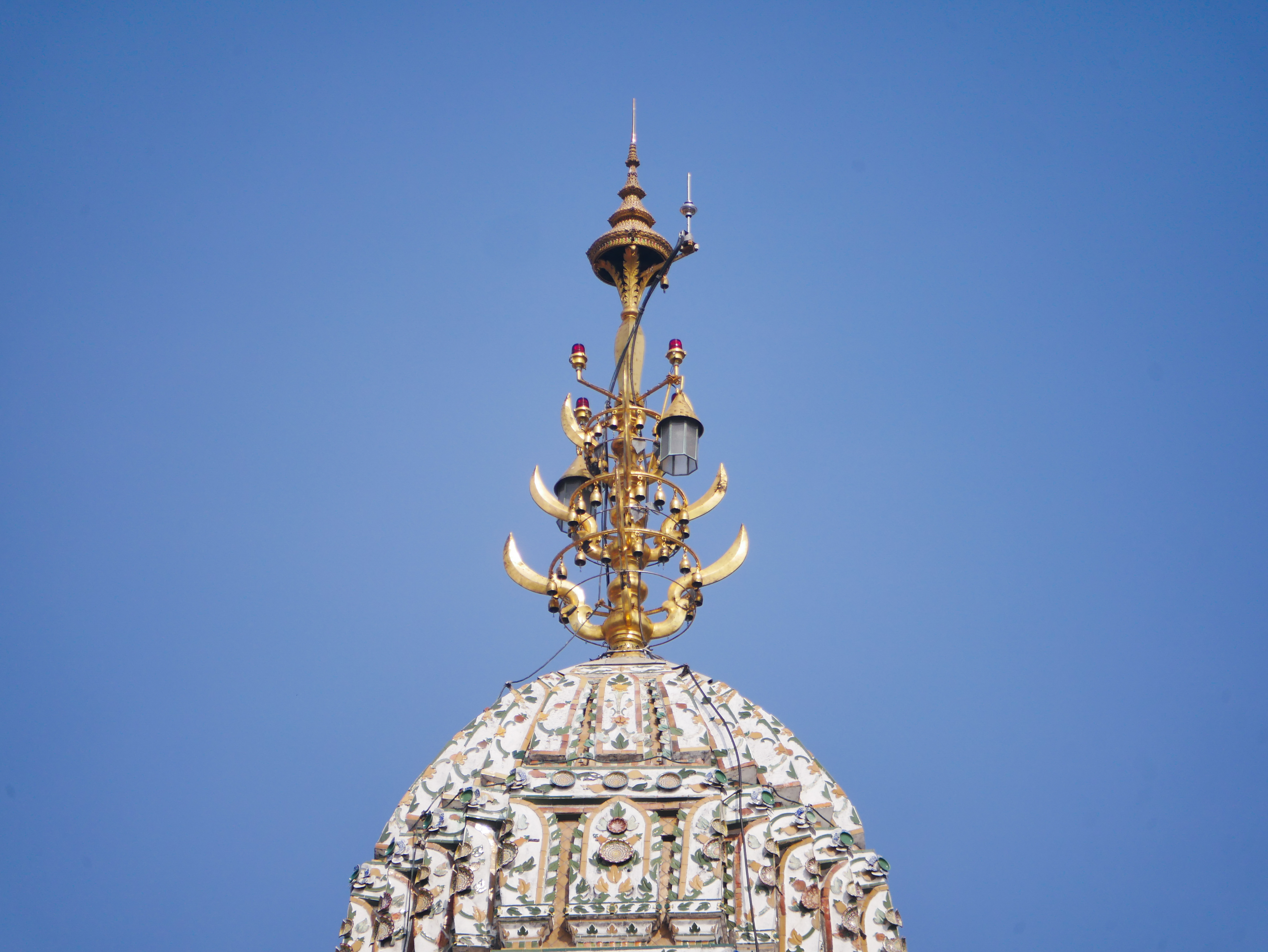
塔尖的七叉金戟和宝冠
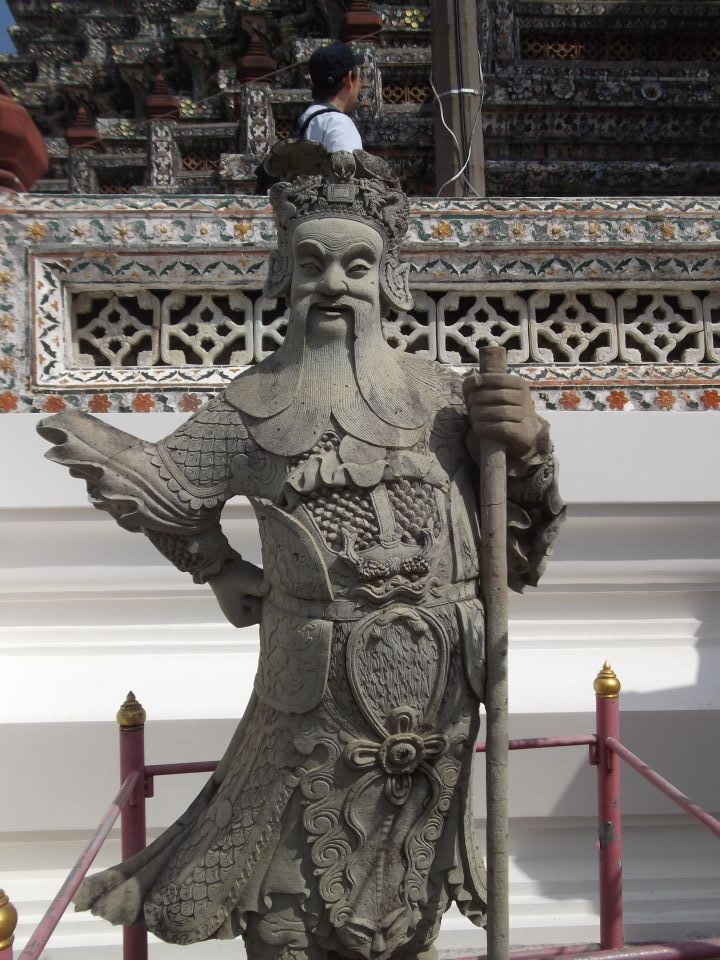
塔基中式门神石像
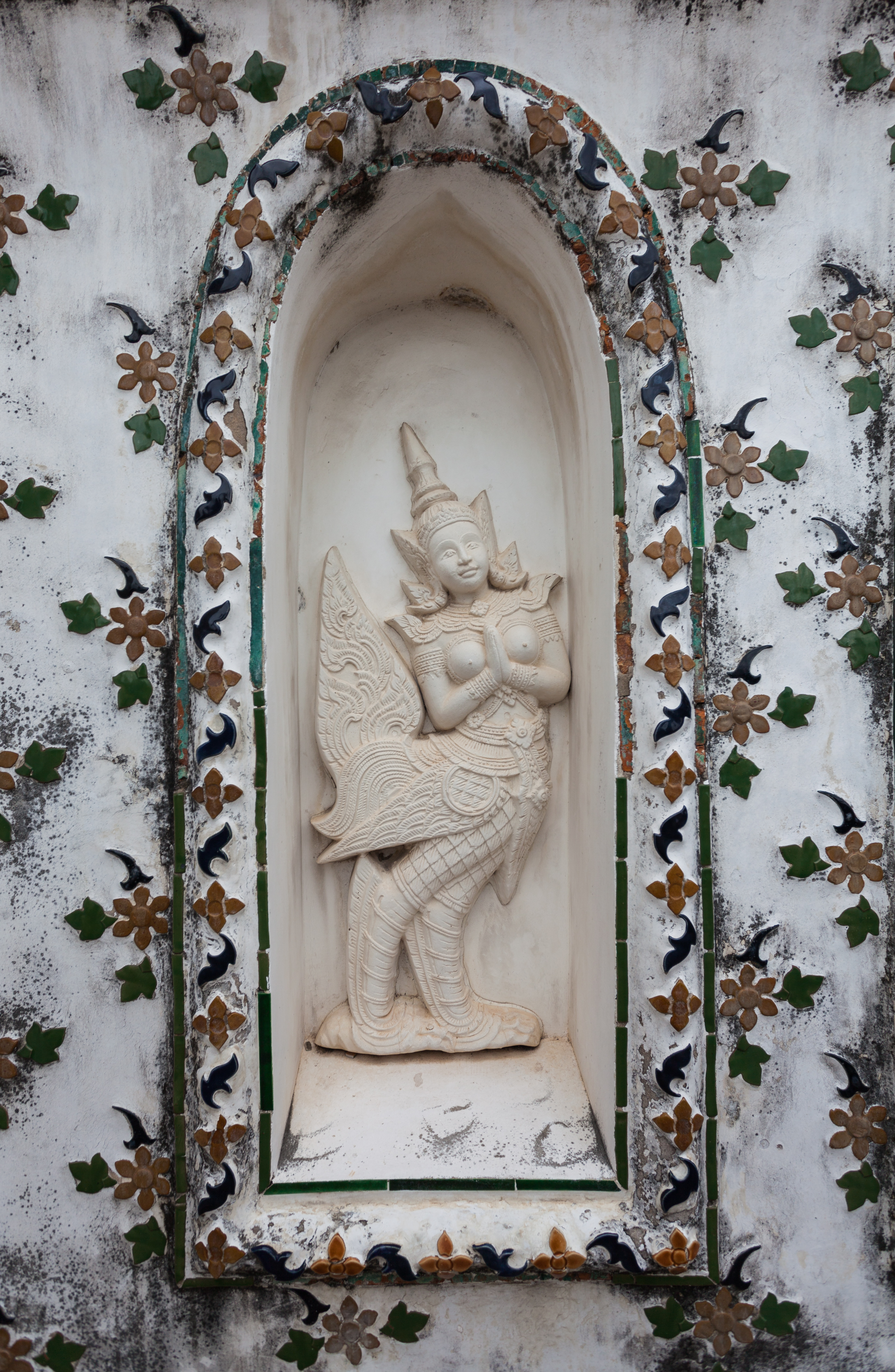
台基壁龛的紧那罗像

### 戒堂

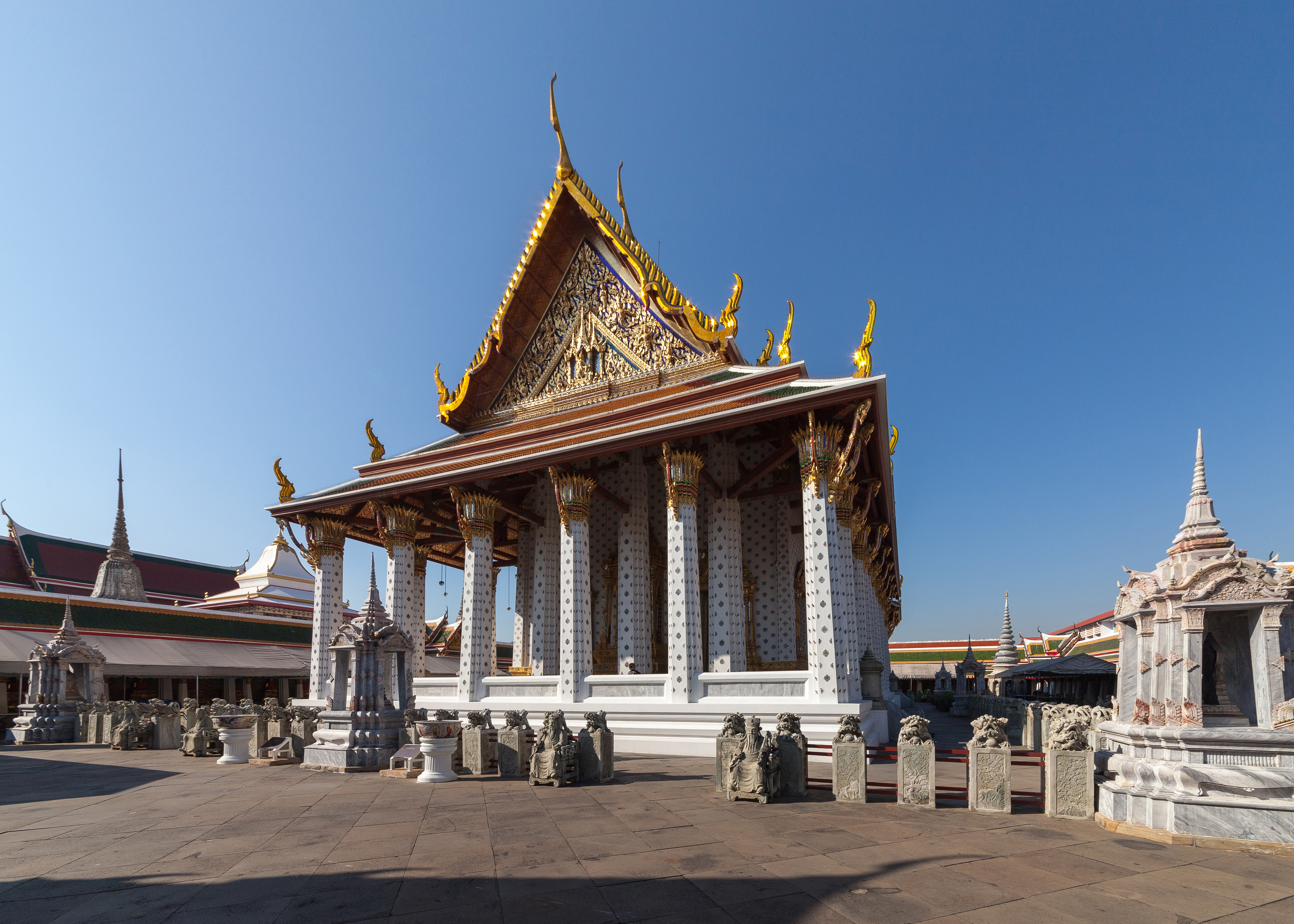
戒堂，四周镇邪石之间有中式石围栏，围栏上有姿态各异的中式石狮

戒堂位于主塔西北侧，四周修围廊，内有壁画和伏魔式佛像，四周各设一道廊门，门内侧各有两尊铜象像。围廊内侧摆放有各式各样的中式文武百官石像。戒堂的镇邪石之间有中式石围栏，围栏上有姿态各异的石狮子。这些中式石雕都是自中国船运而来。戒堂的廊柱柱身和外墙统一以白底花草图案为装饰，内部为拉玛五世时期所作的本生壁画。戒堂前后正门有普朗塔式金门框，形成门廊，前门廊下供奉代表拉玛二世的拍佛陀那勒密佛像（พระพุทธนฤมิตร），直立姿态，双手持施无畏印，是为玉佛寺戒堂内帕佛陀洛罗那帕莱佛像的复制品。戒堂的主佛像称为拍佛陀探密沙拉洛他迪洛（พระพุทธธรรมมิศราชโลกธาตุดิลก），持伏魔印，相传拉玛二世亲手雕刻了戒堂佛像的面庞。佛像下有拉玛二世遗骸:20-22。
戒堂朝向河流方向设有一座门，有泰式屋檐，上修有宝冠式尖塔，屋檐山花和塔身有嵌瓷和灰塑花草图案，门前有两尊夜叉像把守。

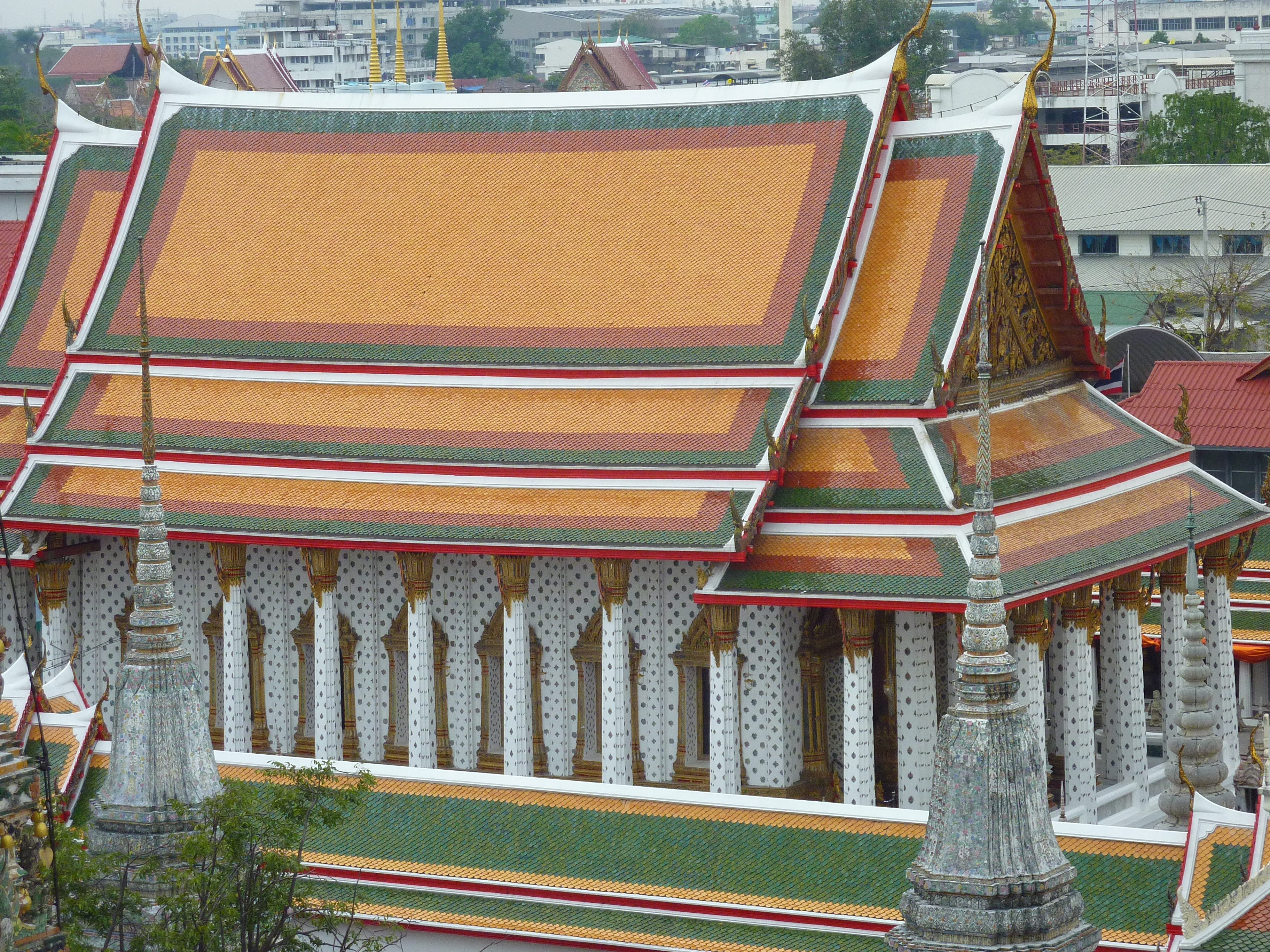
远望戒堂
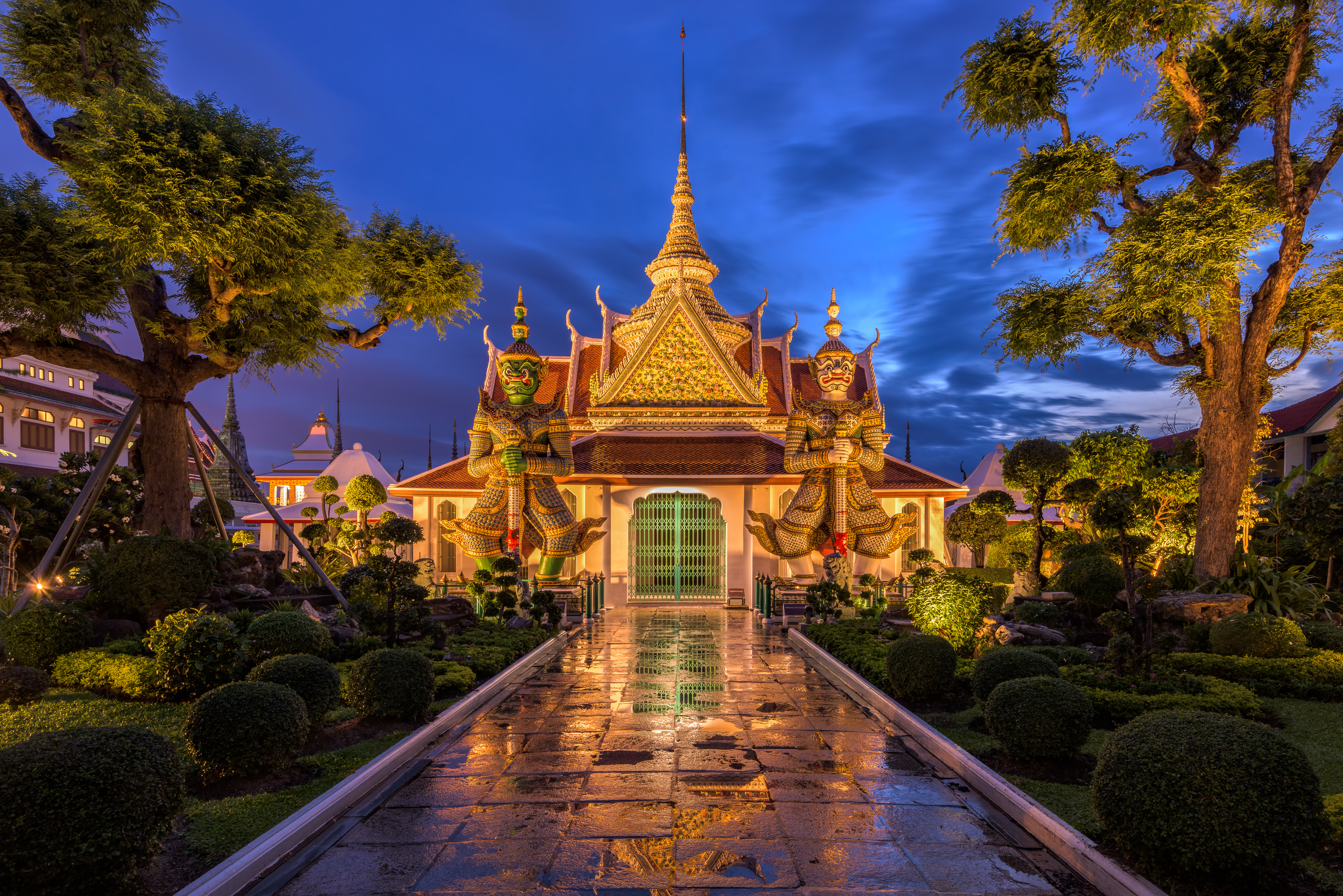
戒堂正门，有高耸的夜叉像把守
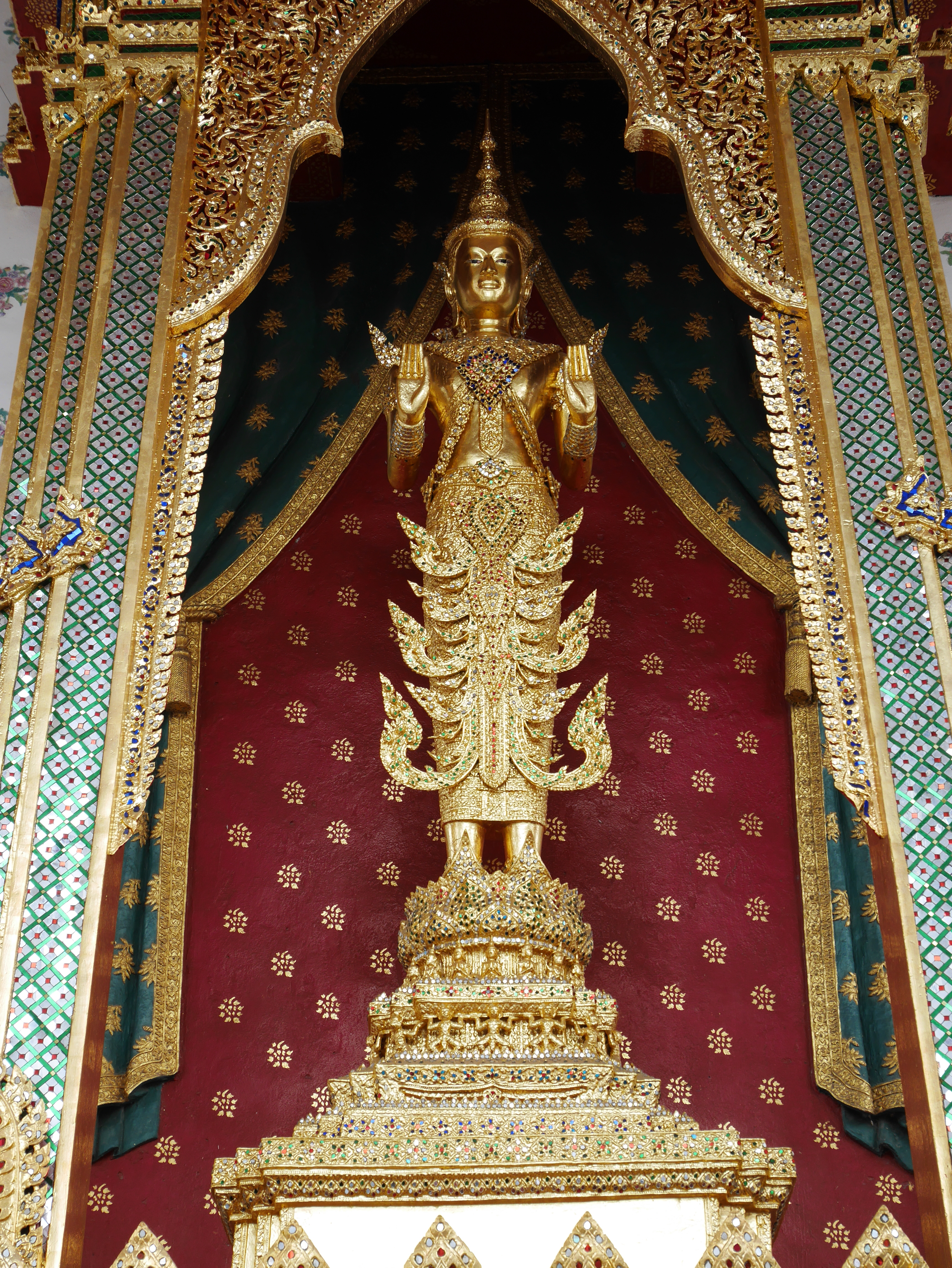
前门廊下供奉代表拉玛二世的拍佛陀那勒密佛像
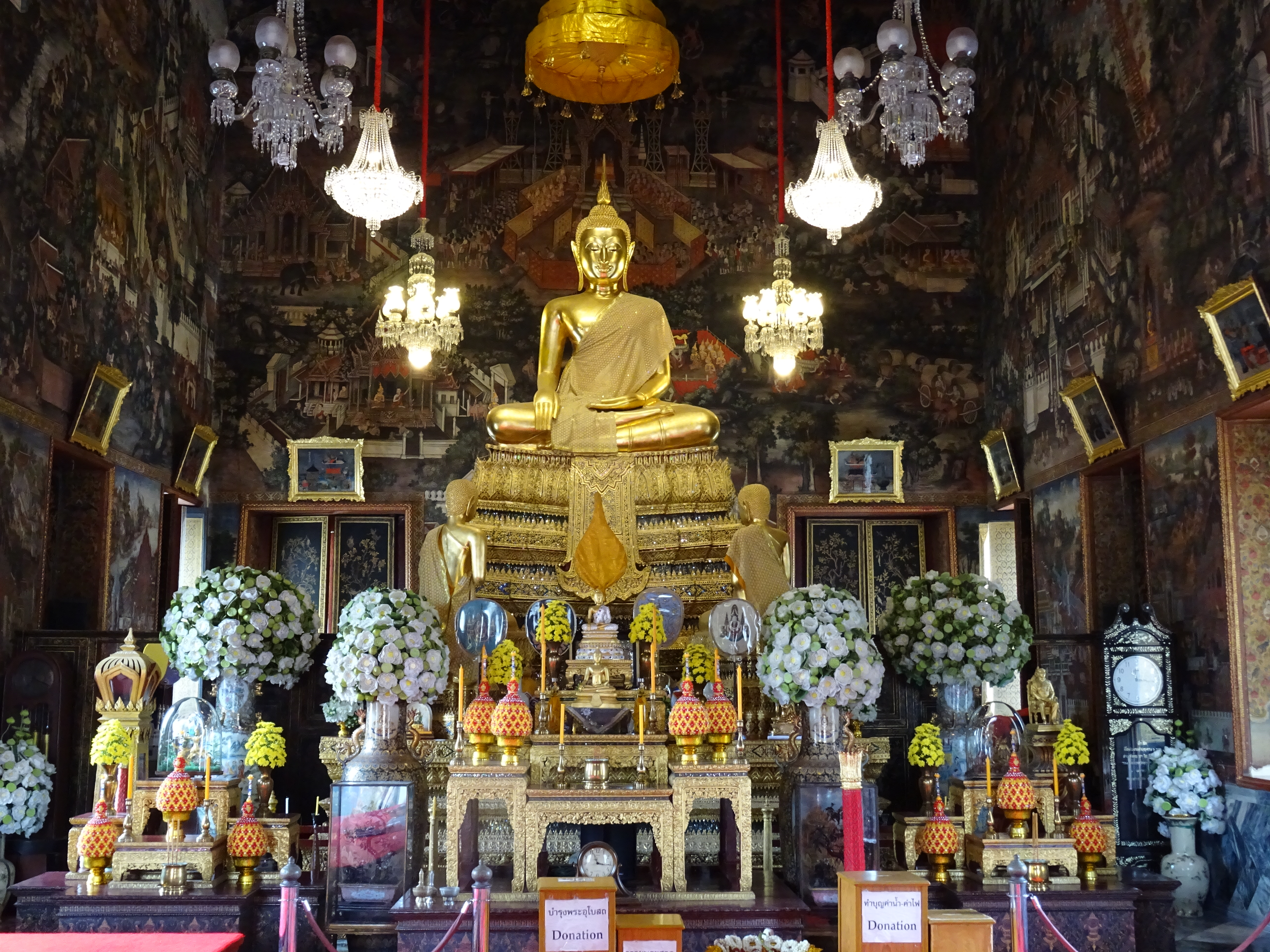
戒堂内部的主佛像和壁画
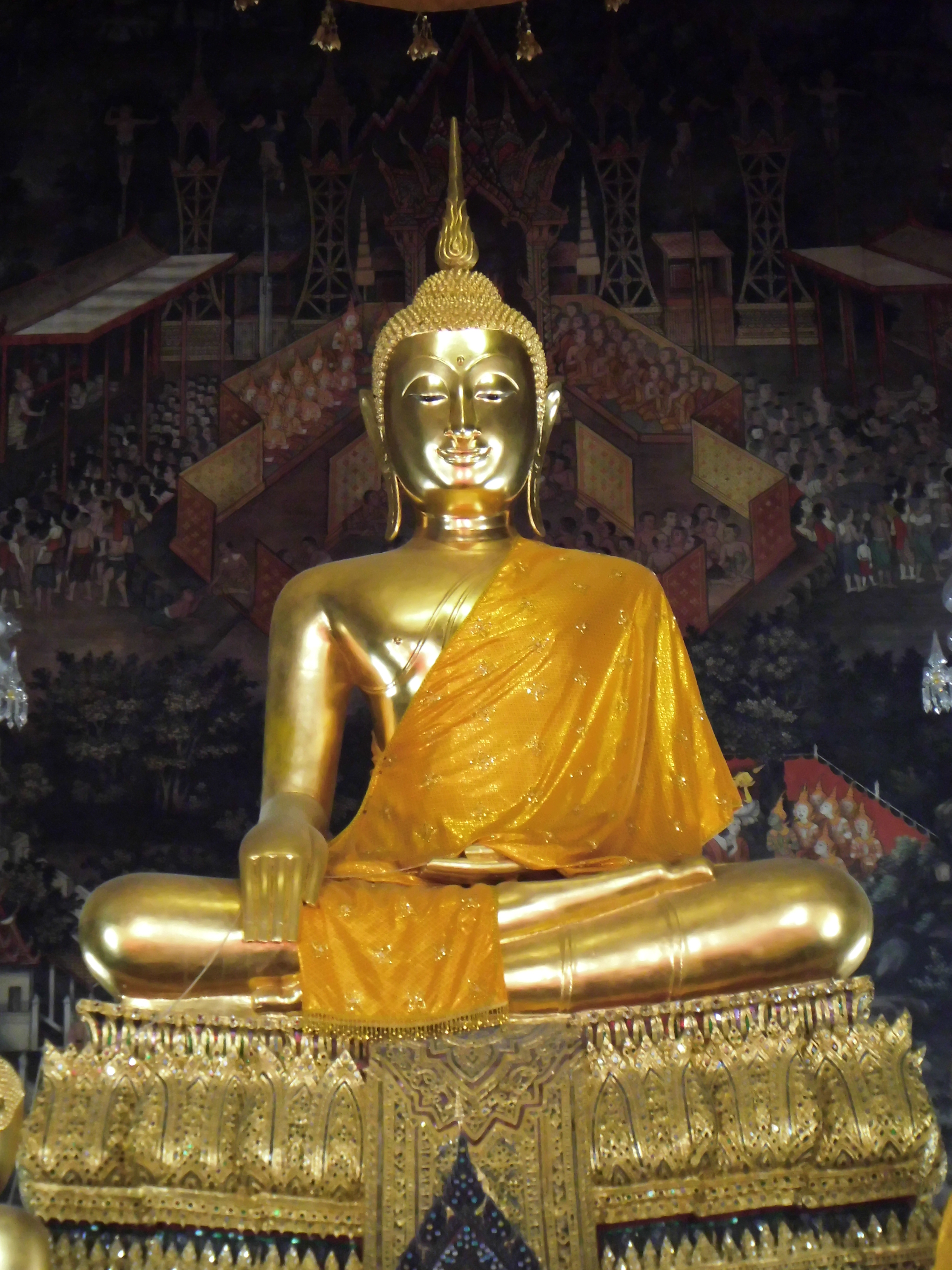
戒堂主佛像
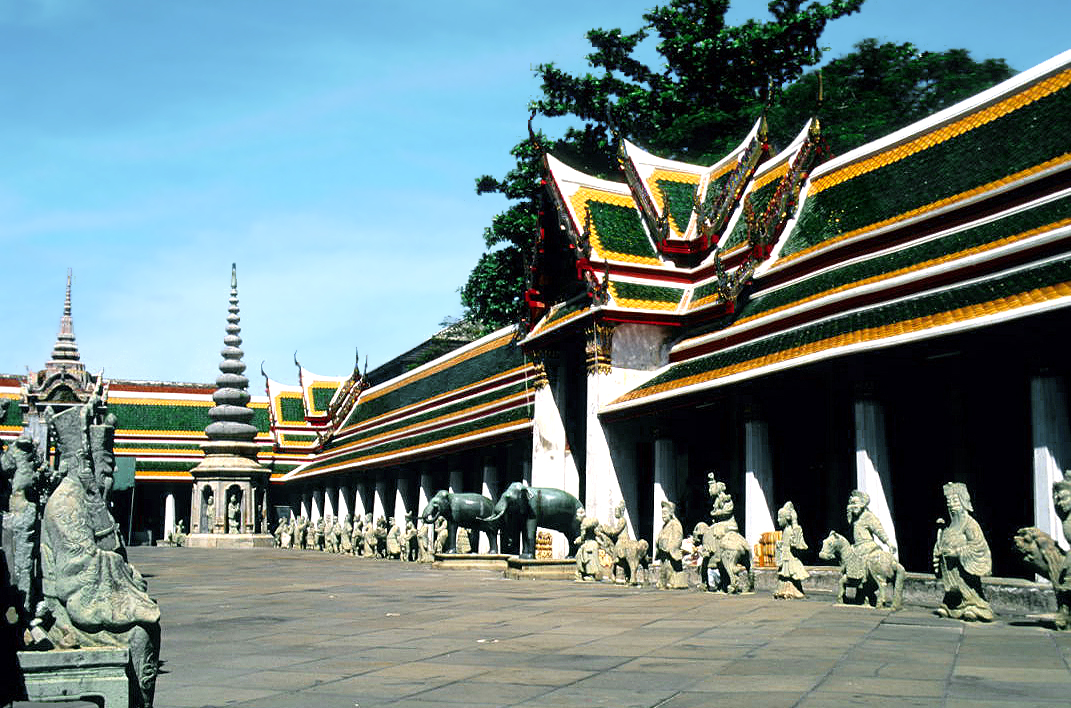
戒堂围廊，可见围廊内侧的中式文武官石像
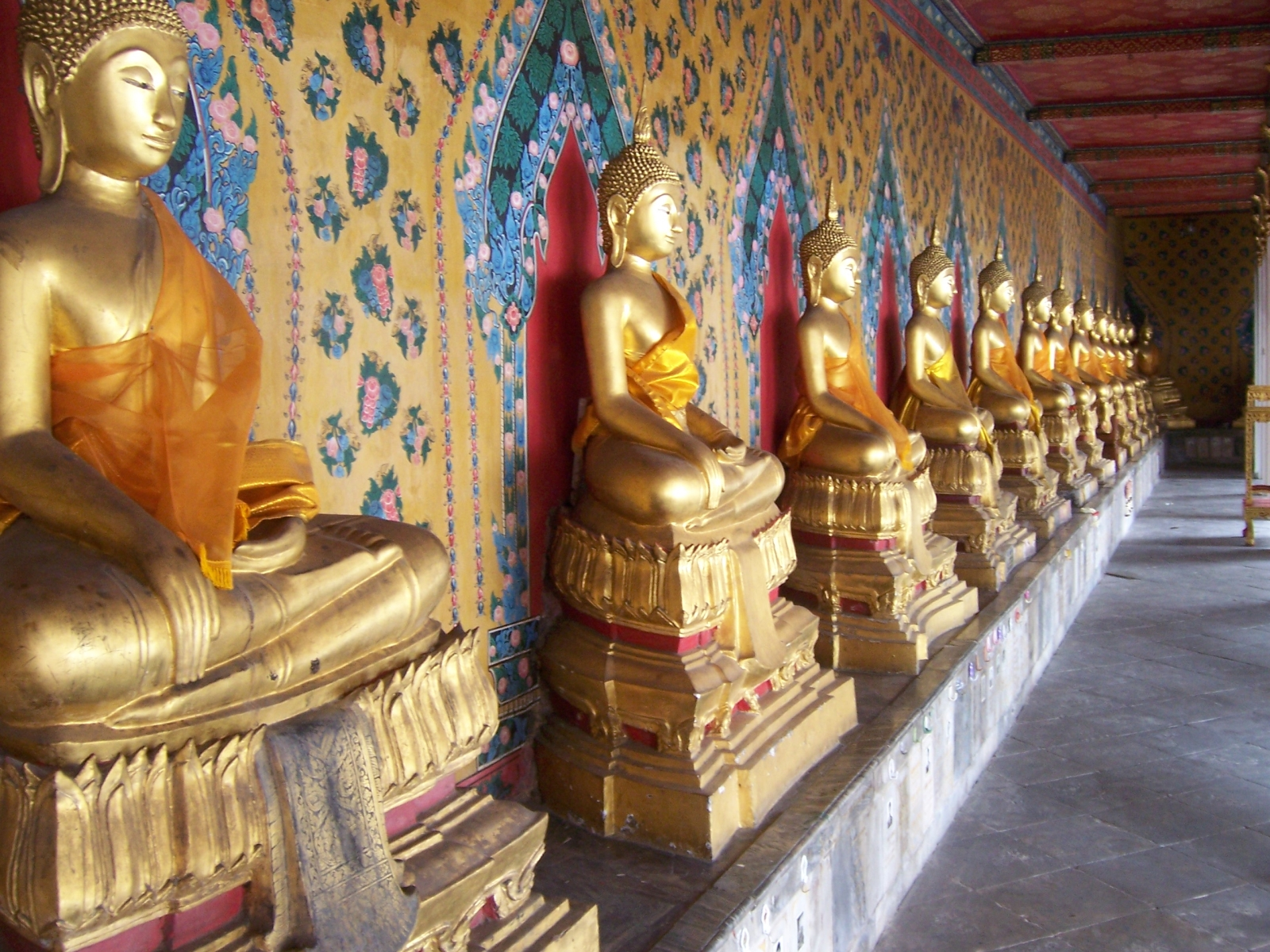
围廊内的壁画和佛像

### 精舍

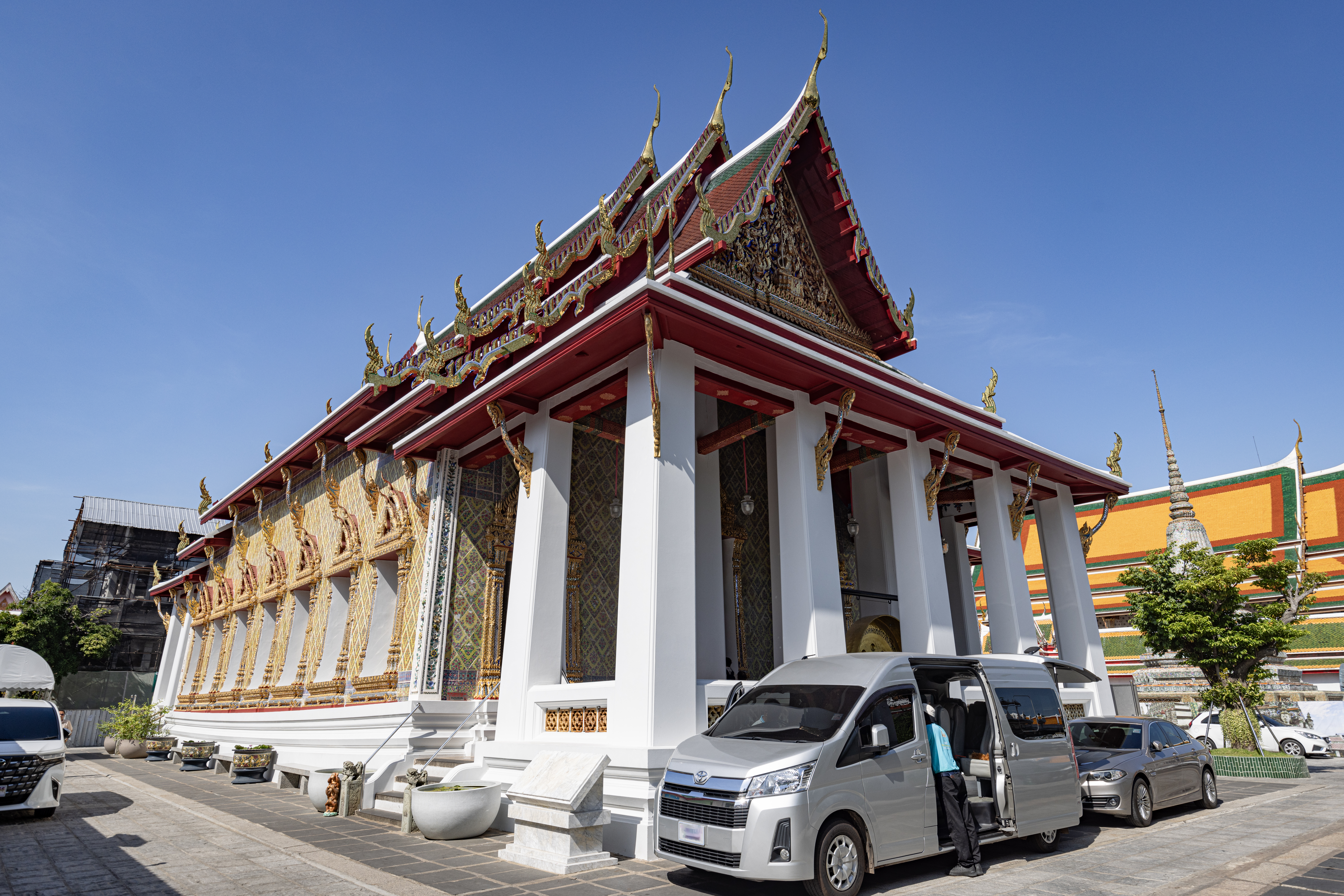
精舍

精舍位于主塔身后西侧、戒堂南侧，为吞武里时期风格，外墙面有彩砖壁画。主佛像称为拍佛陀参普努玛哈布鲁达卡那阿西达亚努博披（พระพุทธชัมพูนุช มหาบุรุษลักขณาอสีตยานุบพิตร），高3米，持伏魔印，是拉玛三世时铸成，据称1953年时曾发现其内藏有佛骨舍利。主佛像前的小佛像称为拍阿伦佛（พระอรุณ），是1858年自老挝万象移入。1779年，郑昭曾将老挝玉佛移至这里供奉，到1785年又由拉玛一世移至对岸的玉佛寺。

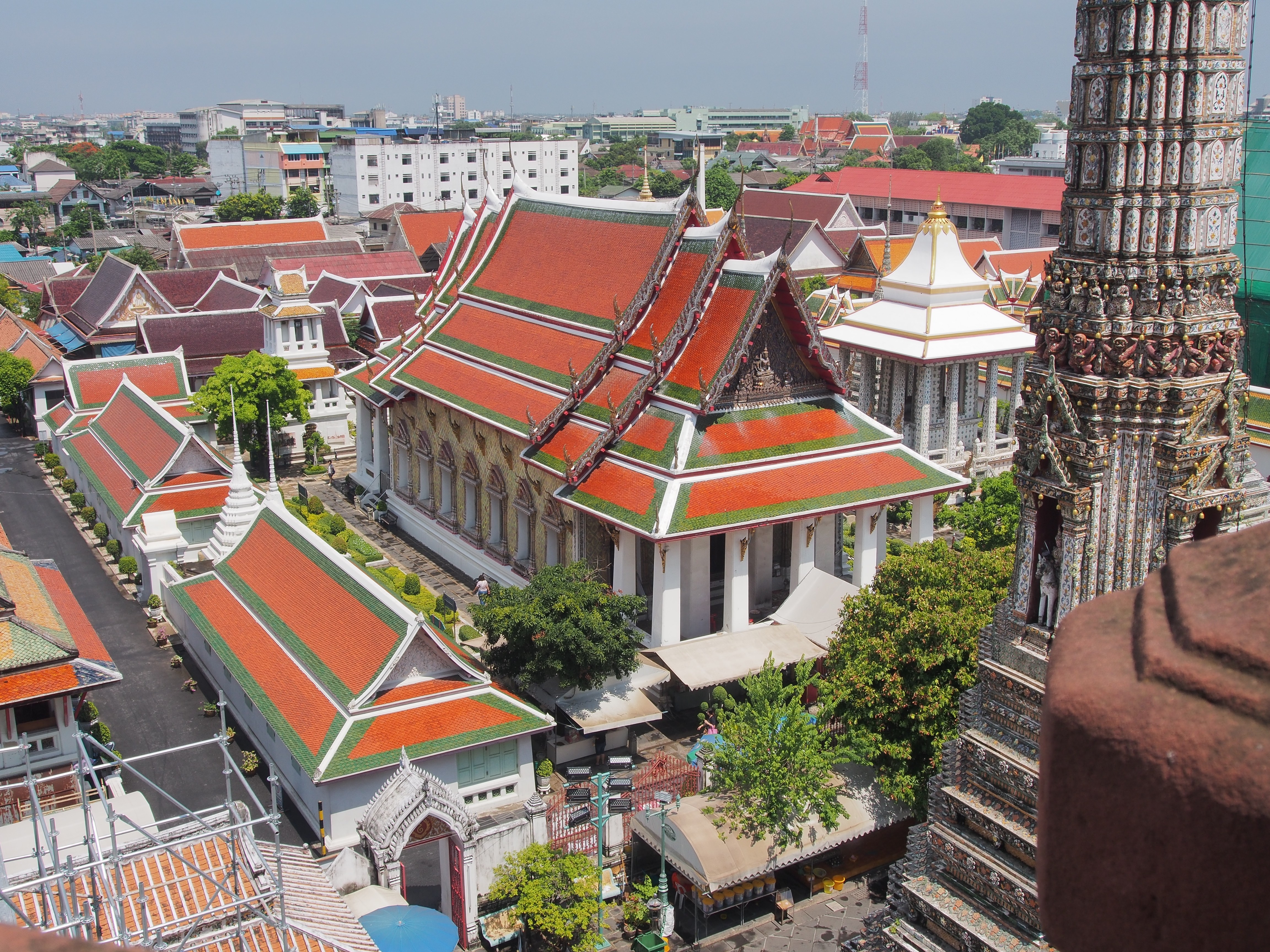
远望精舍
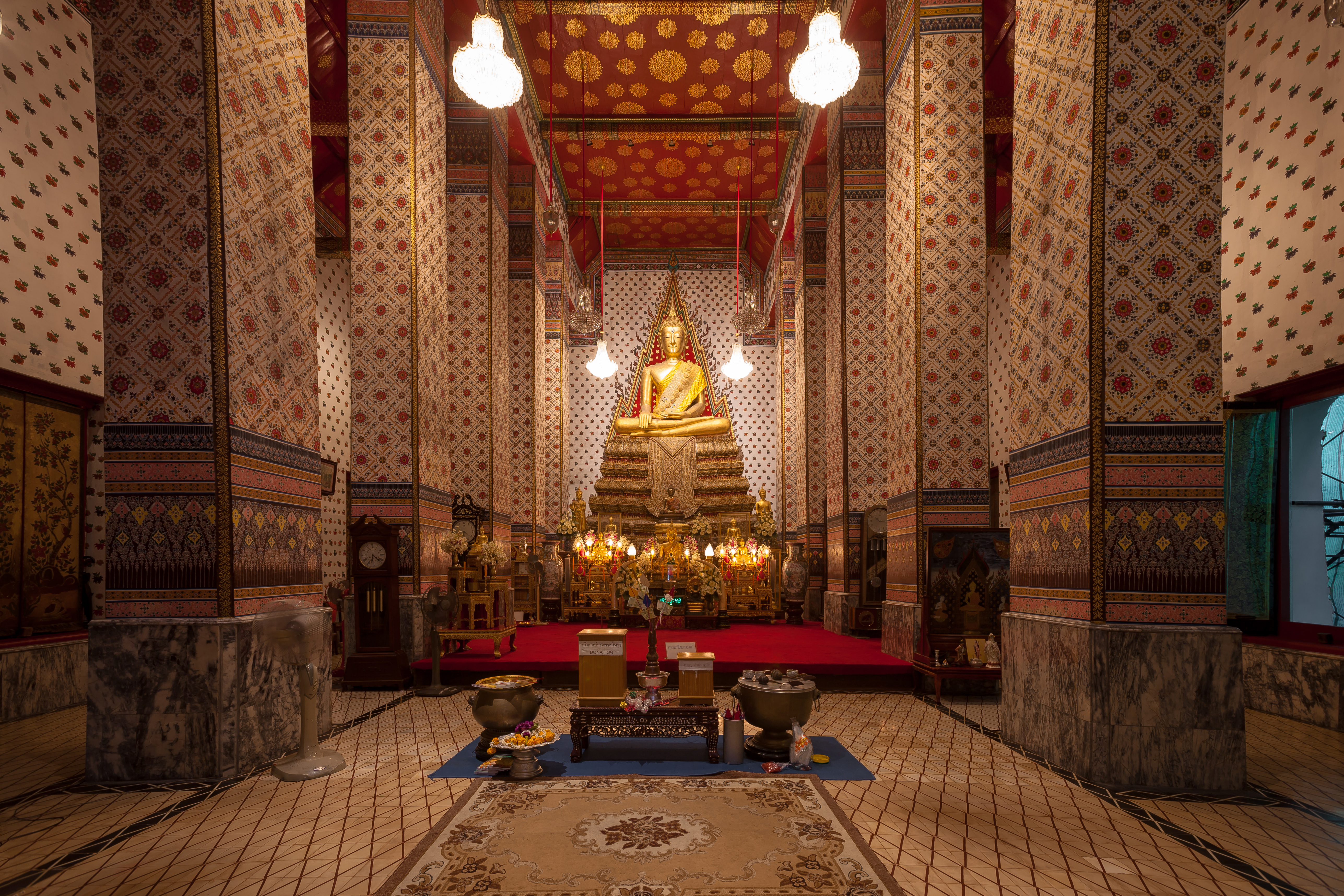
精舍内部
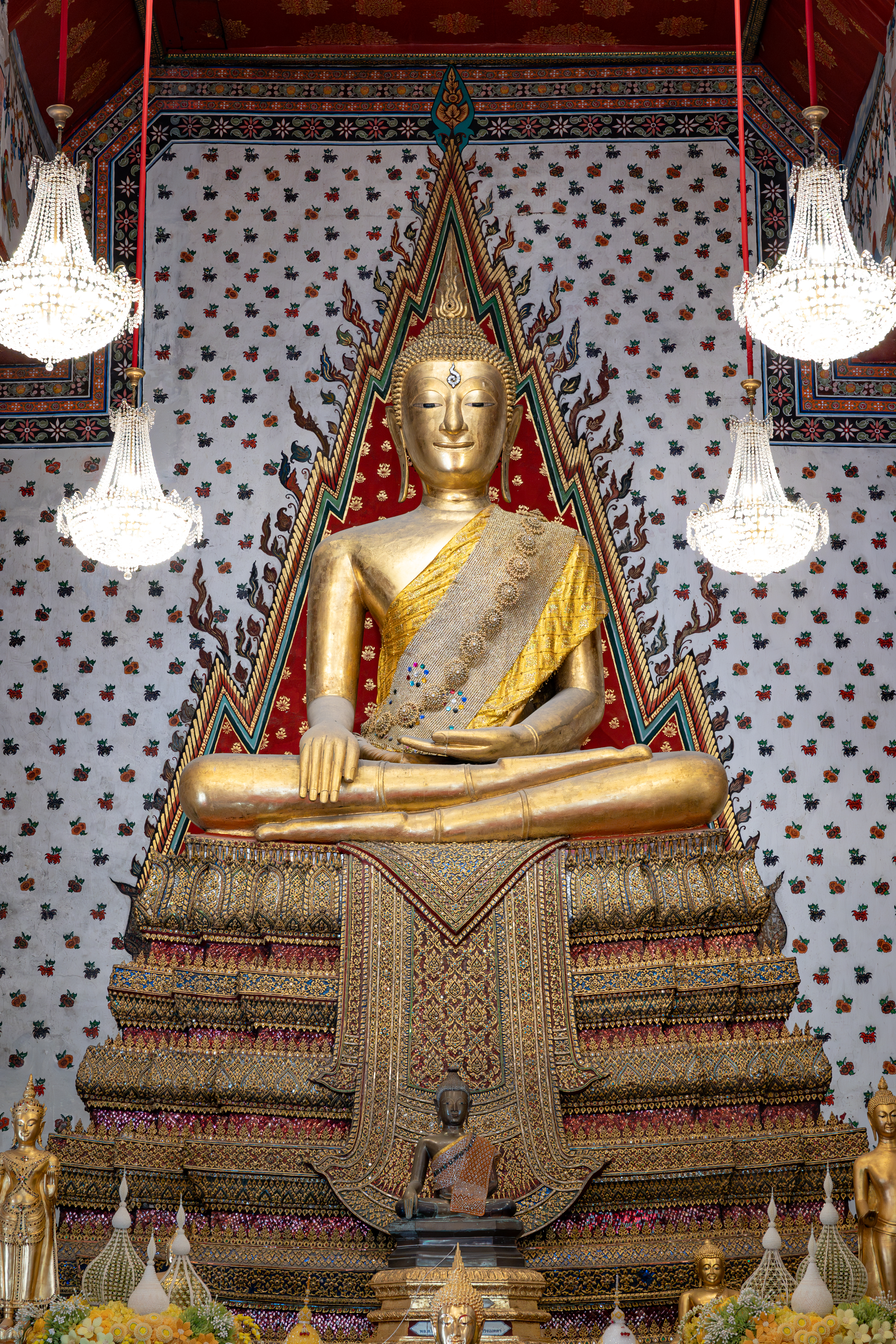
精舍主佛像

### 小精舍和小戒堂
主塔身前东侧有两座佛堂，分别是小精舍（วิหารน้อย）和小戒堂（โบสถ์น้อย），中间有一道小拱门相接，是游客入寺的正门。小精舍和小戒堂都是始建于大城王朝时期，小精舍靠南侧，小戒堂靠北侧，是该寺原本的精舍和戒堂。小戒堂内供奉的主佛像名为拍佛陀蒙空（พระพุทธมงคล）。小精舍内供奉有一座缺角形佛塔，名为朱拉玛尼佛塔（พระเจดีย์จุฬามณี），塔四角各有一尊护世四天王像。

### 中式凉亭
在昭披耶河畔建有六座中式凉亭，由绿色花岗岩砌成，亭外设登陆桥。

### 佛足殿
在精舍和戒堂之间建有一座佛足殿（มณฑปพระพุทธบาท），外墙面有花草图案壁画，其中供奉有佛足石。

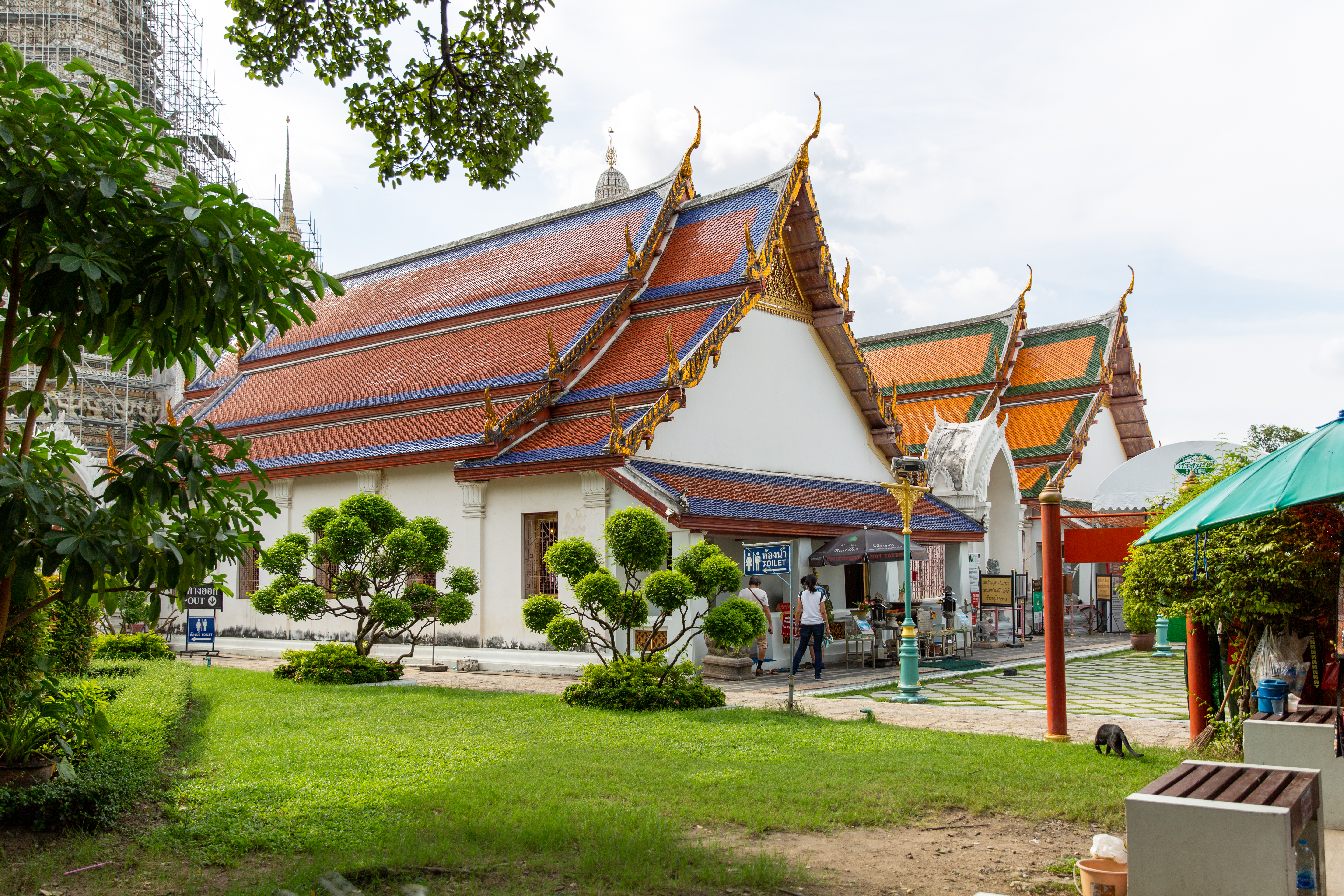
小精舍和小戒堂
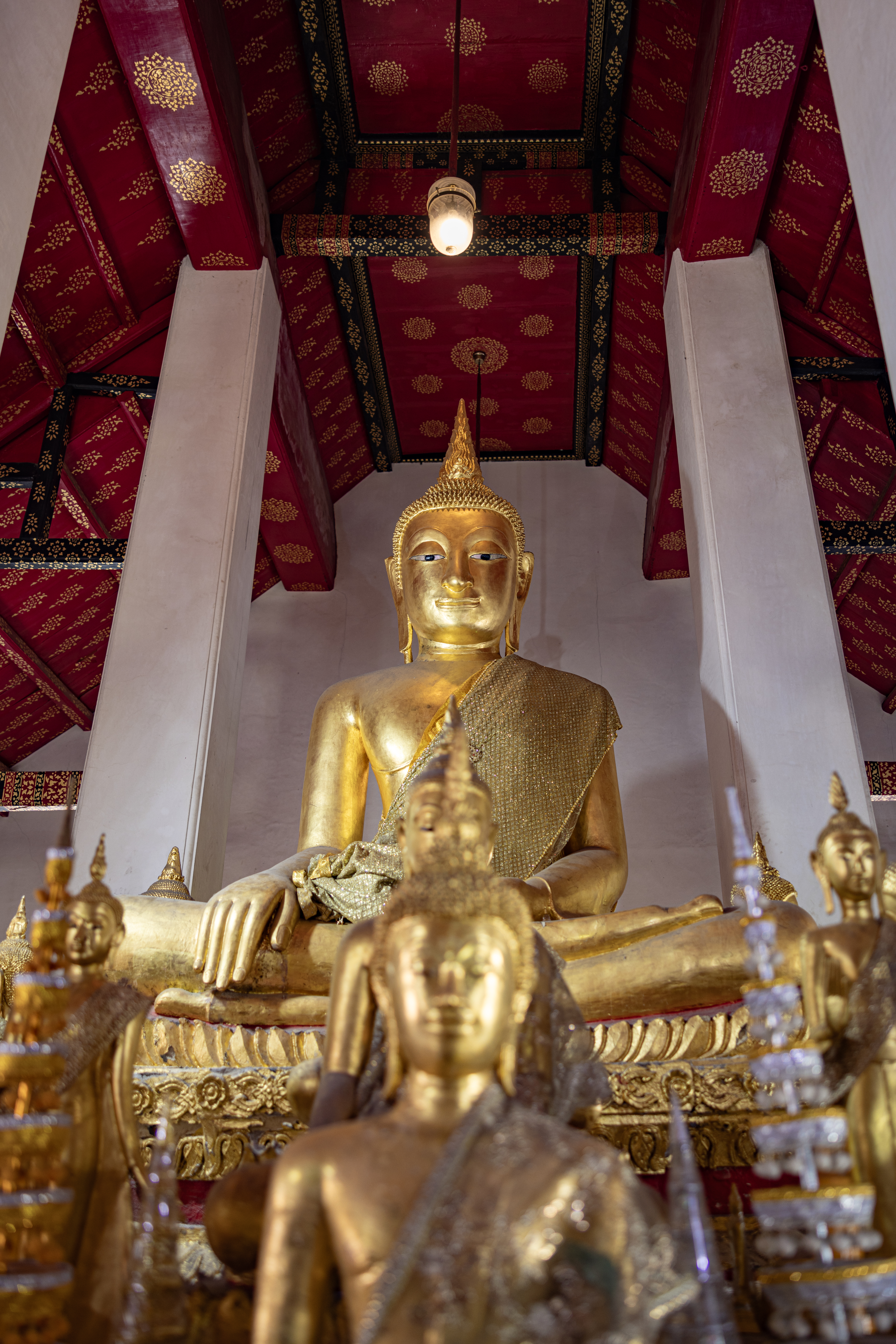
小戒堂的主佛像
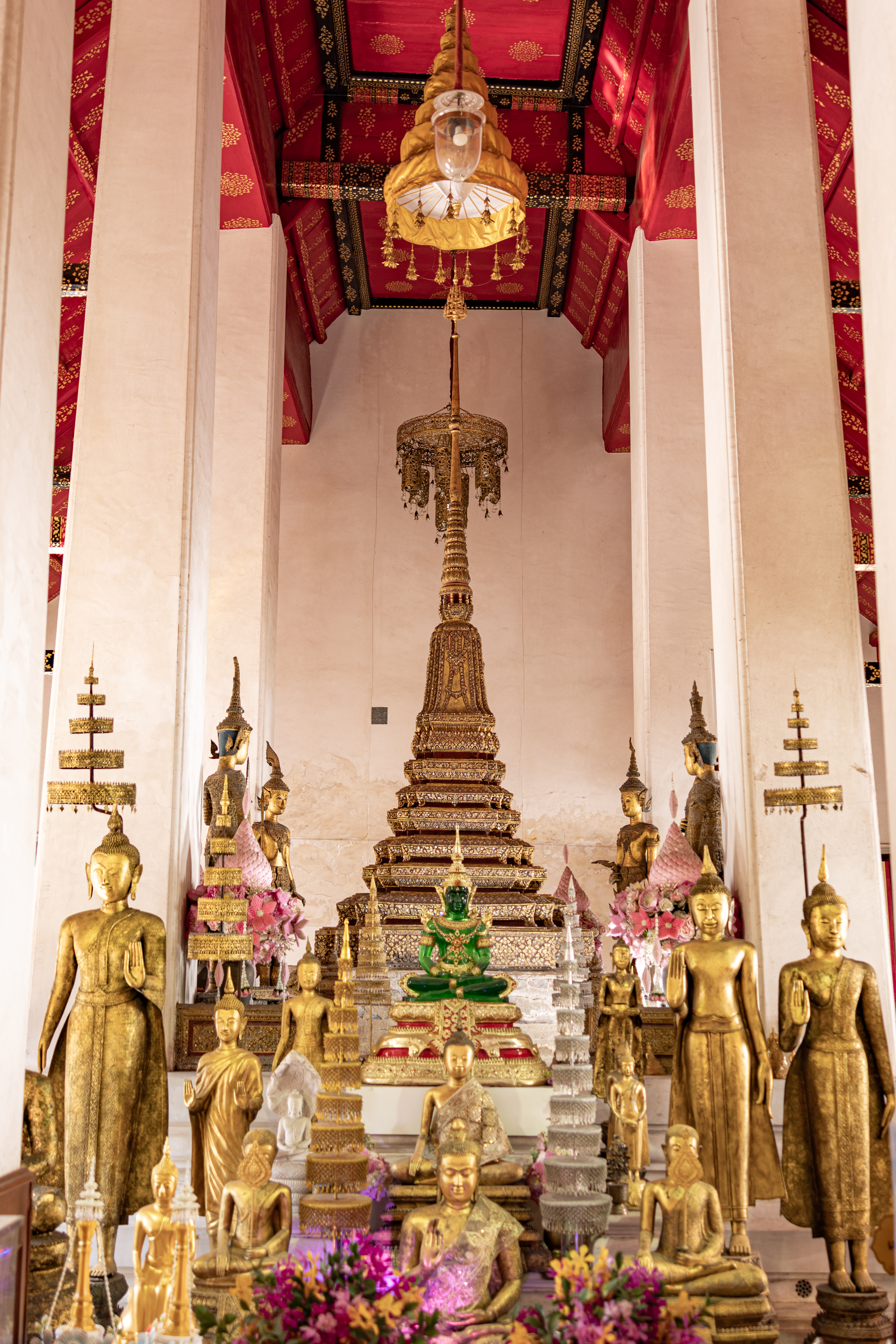
小精舍供奉的朱拉玛尼佛塔
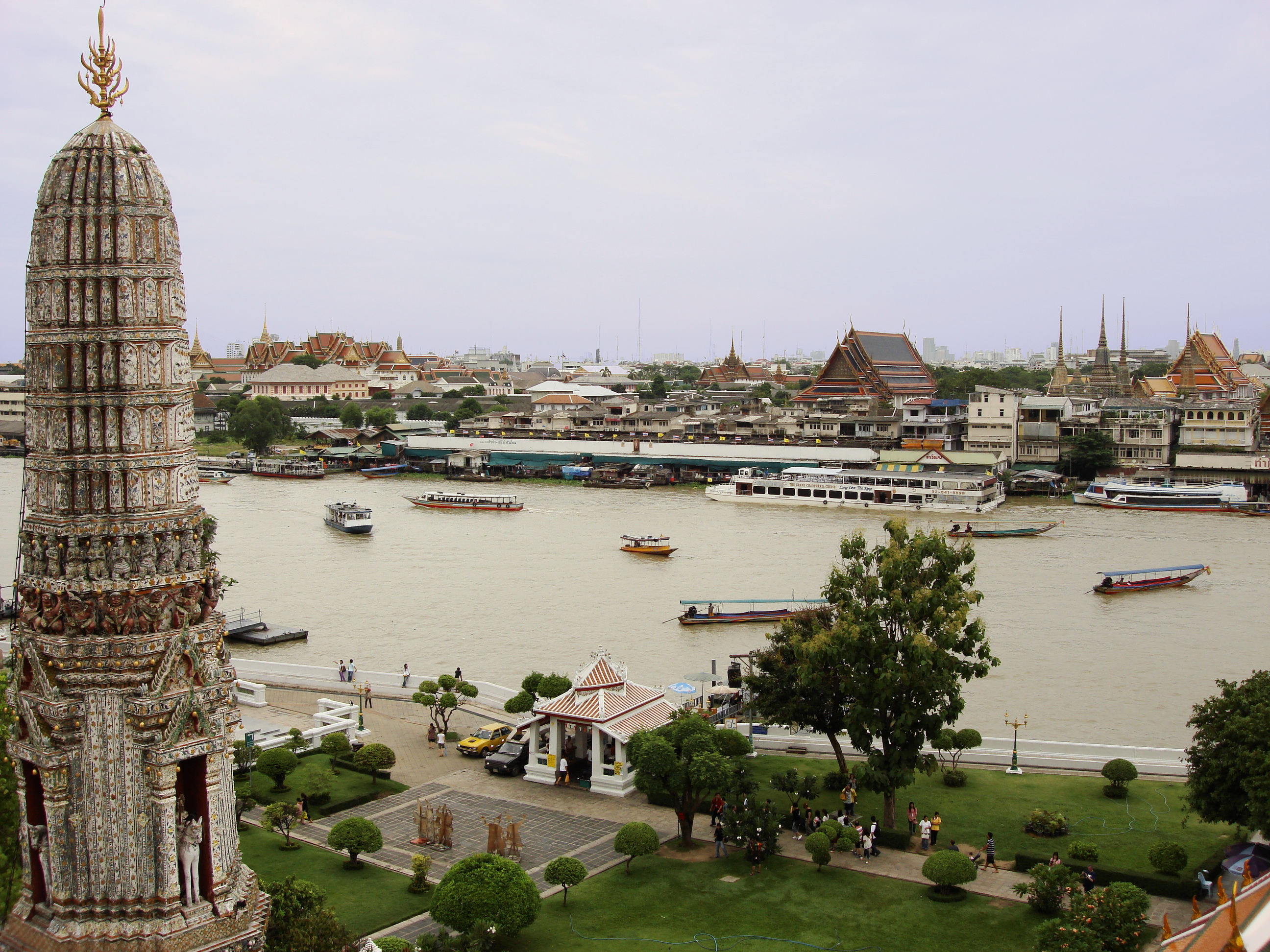
自主塔上俯瞰昭披耶河，可见河畔的中式凉亭
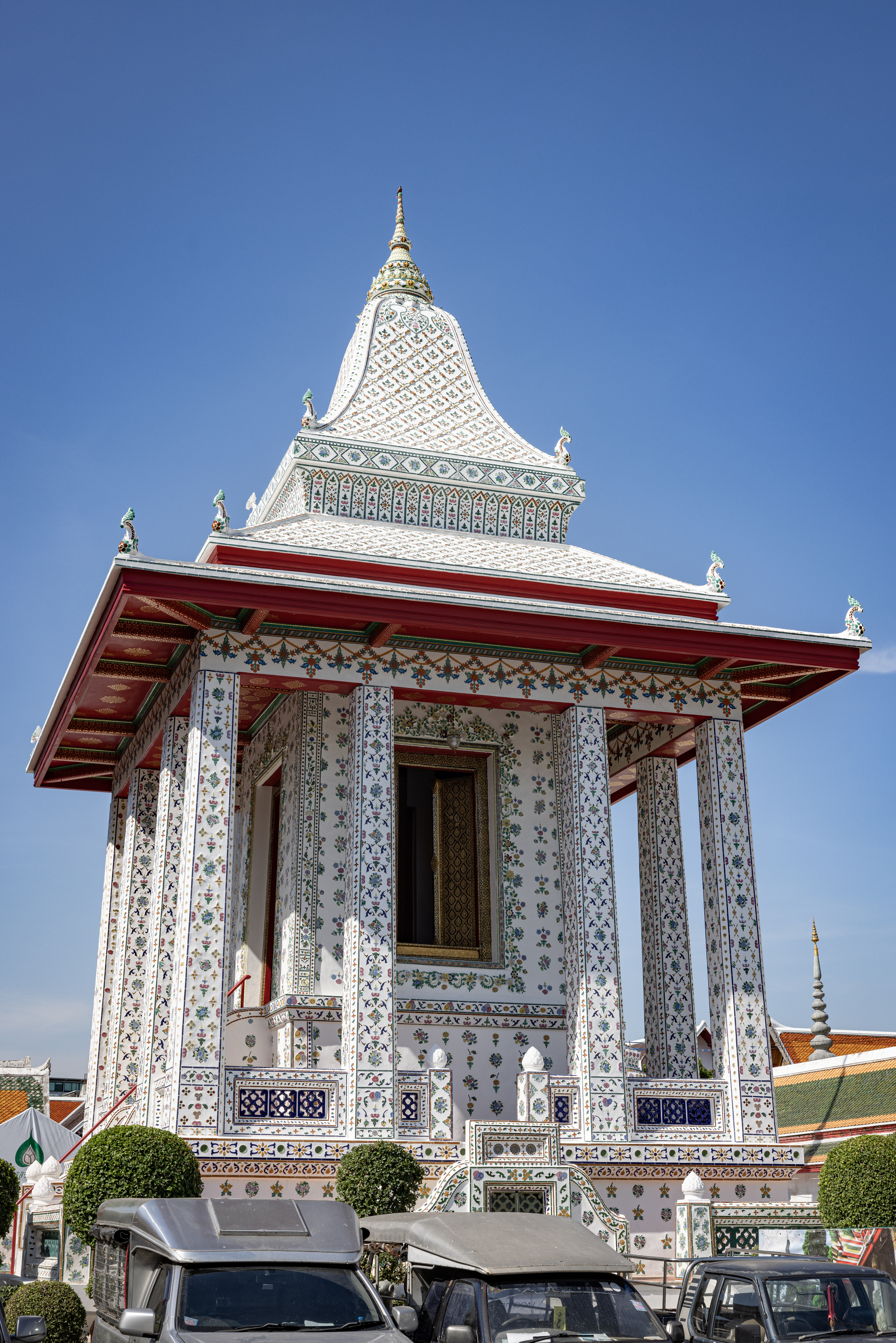
佛足殿
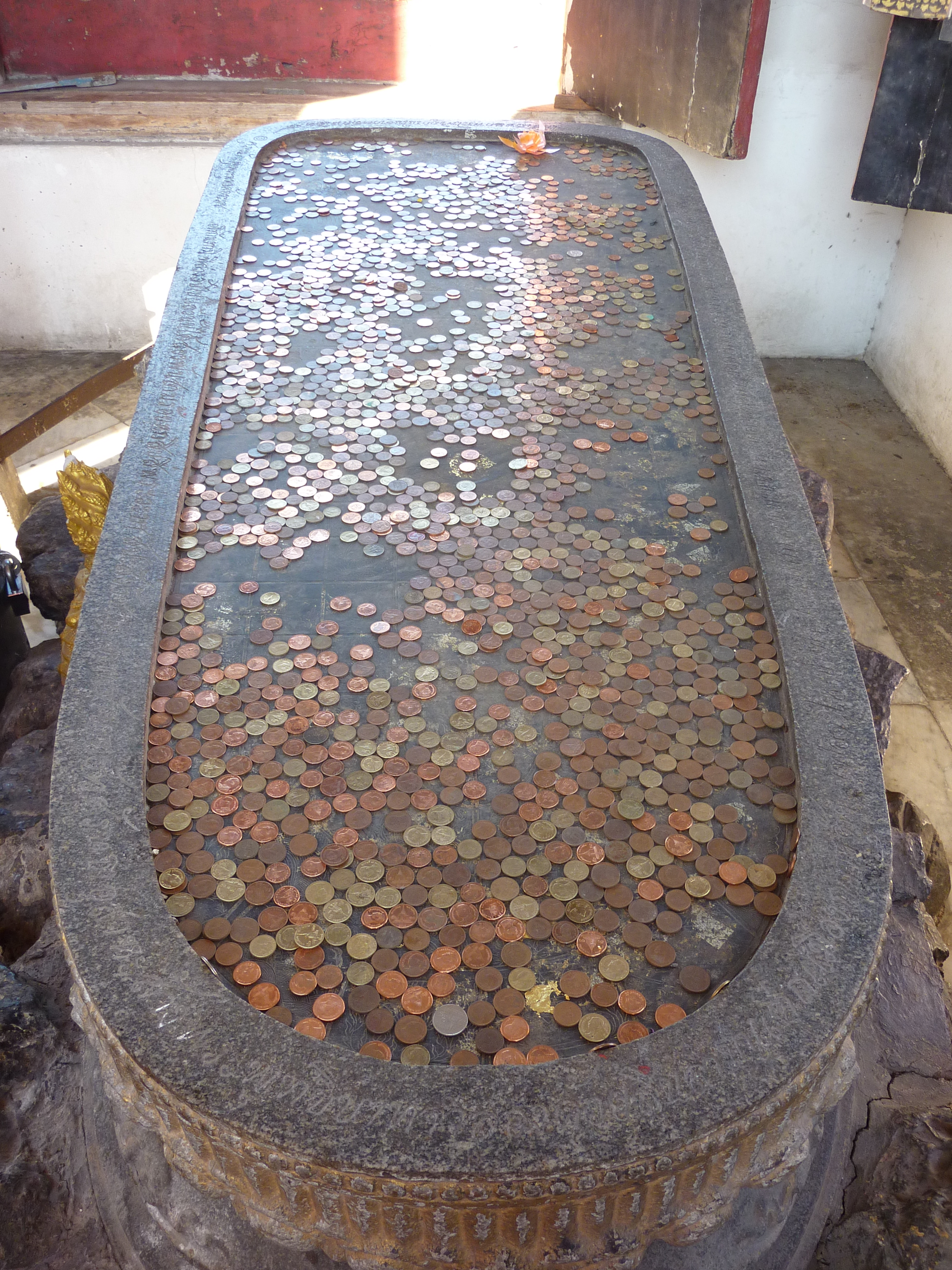
佛足殿内的佛足石

### 书目
- Emmons, Ron, , New York: DK, 2008, ISBN 978-0-7566-8850-9
- Liedtke, Marcel, , Norderstedt: Books on Demand GmbH, 2011, ISBN 978-3-8423-7029-6
- Norwich, John Julius, , USA: Da Capo Press Inc., 2001, ISBN 0-306-81042-5
- Ridout, Lucy; Gray, Paul, , India: Rough Guides, 2009, ISBN 978-1-84836-091-4
- Spooner, Andrew; Borrowman, Hana; Baldwin, William, , UK: footprintbooks.com, 2011, ISBN 978-1-904777-94-6